# Dinosauři

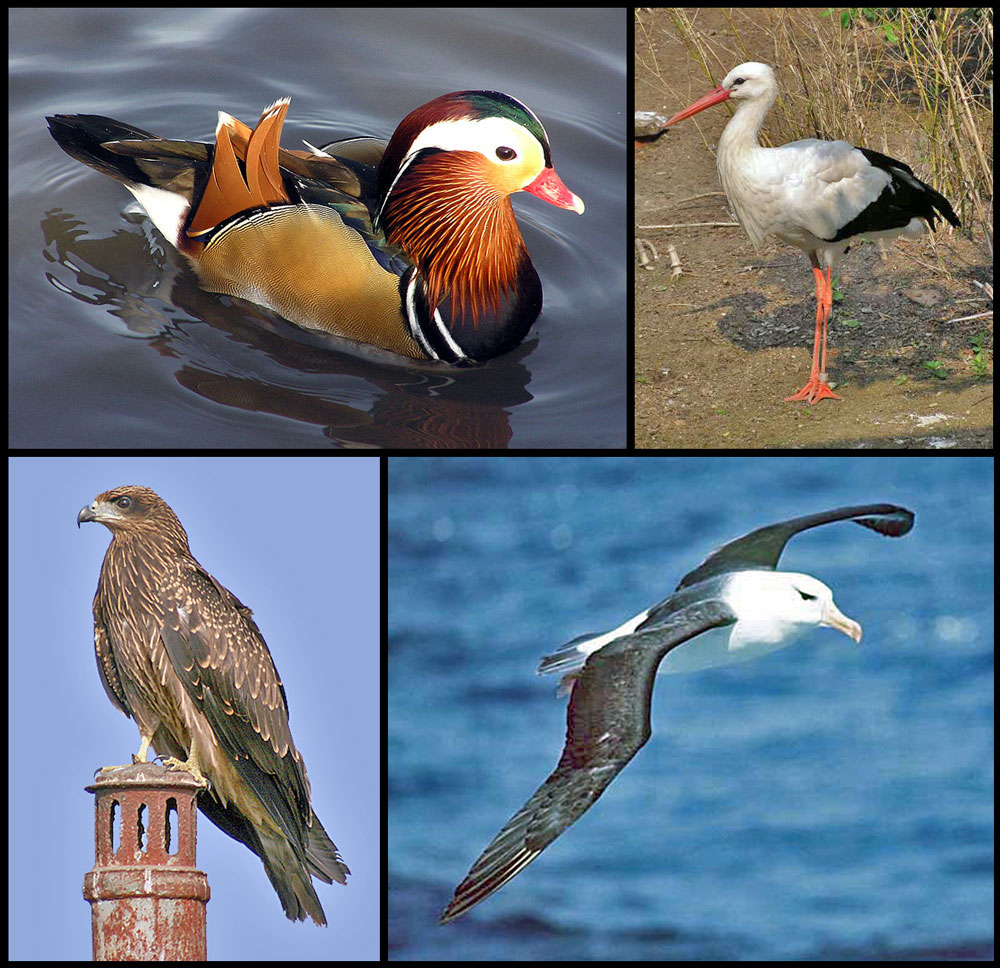
Ptáci jsou jediná doposud žijící skupina dinosaurů

Dinosauři (z řec. δεινός – deinos + σαῦρος – sauros = „strašný ještěr“, někdy překládáno „hrozný plaz“) jsou rozmanitou skupinou obratlovců řazenou mezi plazy (Reptilia), která dominovala fauně na pevninách této planety přes 134 milionů let v období druhohor (zejména v jurské a křídové periodě, asi před 201 až 66 miliony let). Dle současné systematiky patří mezi dinosaury také ptáci, kteří jsou jejich jedinou dosud žijící skupinou. Dinosauři se objevili ve středním nebo na počátku svrchního triasu (po permském vymírání) asi před 250 až 235 miliony let a vyhynuli (kromě jedné větve – ptáků) před 66 miliony let v rámci vymírání na konci křídy. Jejich evoluční radiace byla velmi rychlá.

## Evoluce
Sesterskou skupinou dinosaurů je čeleď Silesauridae, jejíž zástupci prokazatelně existovali již v období středního triasu (geologický věk anis), asi před 247 až 242 miliony let. Protože s dinosaury měli společného vývojového předka, je prakticky jisté, že nejstarší dinosauři museli existovat již v této době (nejstarší známé fosilie dinosauromorfů již velmi blízce příbuzných „pravým“ dinosaurům pocházejí z doby před 236 miliony let). Fosilie nejstarších forem diapsidních plazů, kteří by již mohli být dinosaury v pravém smyslu, pocházejí z doby před asi 245 až 235 miliony let (nejstarší prokazatelné formy pak byly objeveny v sedimentech geologického souvrství Santa Maria na území Brazílie, a to se stářím 233,2 milionu let – jedná se například o rody Buriolestes, Gnathovorax nebo Saturnalia). První dinosauři se pravděpodobně vyvinuli na pevninách jižního superkontinentu Gondwany (téměř s jistotou to bylo na jihu dnešní Jižní Ameriky) a k jejich evolučnímu rozkvětu došlo poprvé v době před asi 234 až 232 miliony let v souvislosti s obdobím výrazného zvýšení vlhkosti klimatu (tzv. Karnská pluviální epizoda). Tato událost zřejmě způsobila rychlé vystřídání vlhkého a suchého klimatu s vysokými teplotami, kterému se nejlépe přizpůsobili právě tehdejší vývojově primitivní dinosauři. Podle některých hypotéz dinosauři evolučně převládli díky svému vyspělému lokomočnímu systému (schopnosti rychlého a aktivního pohybu) a výkonnému respiračnímu systému, kterým převyšovali ostatní archosaury i jiné tehdejší obratlovce. Na druhou stranu však vysoce výkonný respirační systém, který pozdější dinosaury favorizoval v převzetí ekologické dominance nad pevninami jury a křídy, vznikl patrně až později v průběhu dinosauří evoluce, a to nezávisle a vícekrát. Nejstarší známí sauropodomorfové a teropodi (žijící před asi 233 miliony let) ještě vzdušné vaky patrně neměli. Vývoj systému vzdušných vaků bývá kladen do souvislosti s permským vymíráním, mezi jehož následky patří i výrazmý pokles hladiny kyslíku v atmosféře z 30 % na konci permu na pouhých 10 % na začátku triasu. To vytvořilo evoluční tlak na vznik adaptace kompenzující snížené množství kyslíku vdechovaného do plic (analogicky u jiných skupin živočichů vtéž době tento evoluční tlak nastartoval evoluci bránice, která však nedosahovala takové efektivity, jako vzdušné vaky). Po opětovném zvýšení hladiny kyslíku v atmosféře se z adaptace pro přežití stal významný prvek zvyšující efektivnost organismu, který tak mohl získat více energie (v současnosti jsou tyto vaky jedním z klíčových prvků adaptace ptáků, potomků dinosaurů, na energeticky náročný aktivní let).
Obvykle se předpokládá, že dinosauři se vyvinuli na území současné Jižní Ameriky (nejstarší prokazatelné kosterní fosilie pocházejí z území Brazílie a Argentiny). Vznik dinosaurů na území této části tehdejší jihozápadní Pangey je ale některými badateli zpochybňováno. Evoluce dinosaurů byla relativně rychlá a k výrazným morfologickým a anatomickým změnám v rámci jednotlivých vývojových linií docházelo poměrně často. Nové výzkumy ukazují, že dinosauři žijící ve vyšších zeměpisných šířkách zažívali na začátku své evoluce v průběhu pozdního triasu výrazné zimy, charakterizované mrazem a sněhem. Na podobné ztížené podmínky tedy byli nejspíš adaptováni již od samotného počátku své existence. Ancestrální (předchůdcovskou) formou dinosaura byl pravděpodobně obligátní masožravec, za určité fylogenetické situace pak mohlo jít také o všežravce. Herbivorie, tedy býložravost, se u různých dinosauřích vývojových linií objevila až v pozdější době spolu s dalším vývojem a rozrůzněním.
Dinosauři se objevili v prostředí „zaplněného ekoprostoru“, kdy dominovaly jiné formy obratlovců. Nejpočetnějšími zástupci dinosaurů v prvních milionech let jejich známého vývoje byli sauropodomorfové a hererasauři. Značný vliv na šíření a vývoj dinosaurů měla v počátcích jejich evoluce úroveň hladiny moří a oceánů, která v období pozdního triasu výrazně kolísala a střídavě zaplavovala a odhalovala pevninské mosty a další spojení s jinými oblastmi potenciálního výskytu. Vědci se víceméně shodují na tom, že zásadní událostí pro evoluční vzestup dinosaurů bylo vymírání na konci triasu v době před 201,3 miliony let, kdy v relativně krátké době prakticky zcela vyhynuli všichni dosavadní ekologičtí konkurenti dinosaurů (zejména zástupci skupin Pseudosuchia a Therapsida). Ti se potom stali dominantní skupinou suchozemských obratlovců na dobu dalších 135 milionů let.
Velký význam měli býložraví dinosauři pro šíření semen tehdejších rostlin, a to zejména v průběhu jury a křídy. Jak ukázaly některé studie, díky dinosaurům se mohly mnohé druhy rostlin s pevnými semeny (odolávajícími trávicímu traktu býložravých dinosaurů) šířit až o desítky kilometrů za den. Výkonná termofyziologie a „teplokrevnost“ (funkční endotermie) se u dinosaurů patrně objevila v období rané jury (asi před 201 až 175 miliony let) a souvisela zejména s teplotou klimatu. U teropodů a ptakopánvých dinosaurů, kteří se rozšířili i do klimaticky méně příznivých prostředí s výrazně nižšími teplotami bylo vyvinutí endotermie nezbytnou anatomickou adaptací. U sauropodomorfů naopak pozorujeme dlouhodobou závislost na vyšších teplotách prostředí. Tyto rozdíly lze do jisté míry dát do souvislosti i s životním stylem a tělesnou konstitucí. Aktivním lovem se živící teropodi nebo rychlonozí ornitomimosauři měli energeticky náročnější životní styl, zatímco například u velkých sauropodů objem jejich těl v poměru k povrchu těla znamenal pomalejší ztrátu tělesné teploty a tedy větší toleranci teplotních výkyvů prostředí.
Vědci se také již delší dobu zabývají otázkou, jak by se dinosaurům dařilo vyvíjet v kenozoickém světě, pokud by předtím nevyhynuli na konci druhohorní éry. Jedná se spíše o spekulativní problematiku, nicméně se dá předpokládat, že alespoň některé vývojové linie dinosaurů by nejspíš nadále dobře prospívaly (pokud by se jejich zástupci dokázali přizpůsobit změněným podmínkám, například pojídání větší části spektra krytosemenných rostlin, výkyvům klimatu apod.).

## Definice a význam

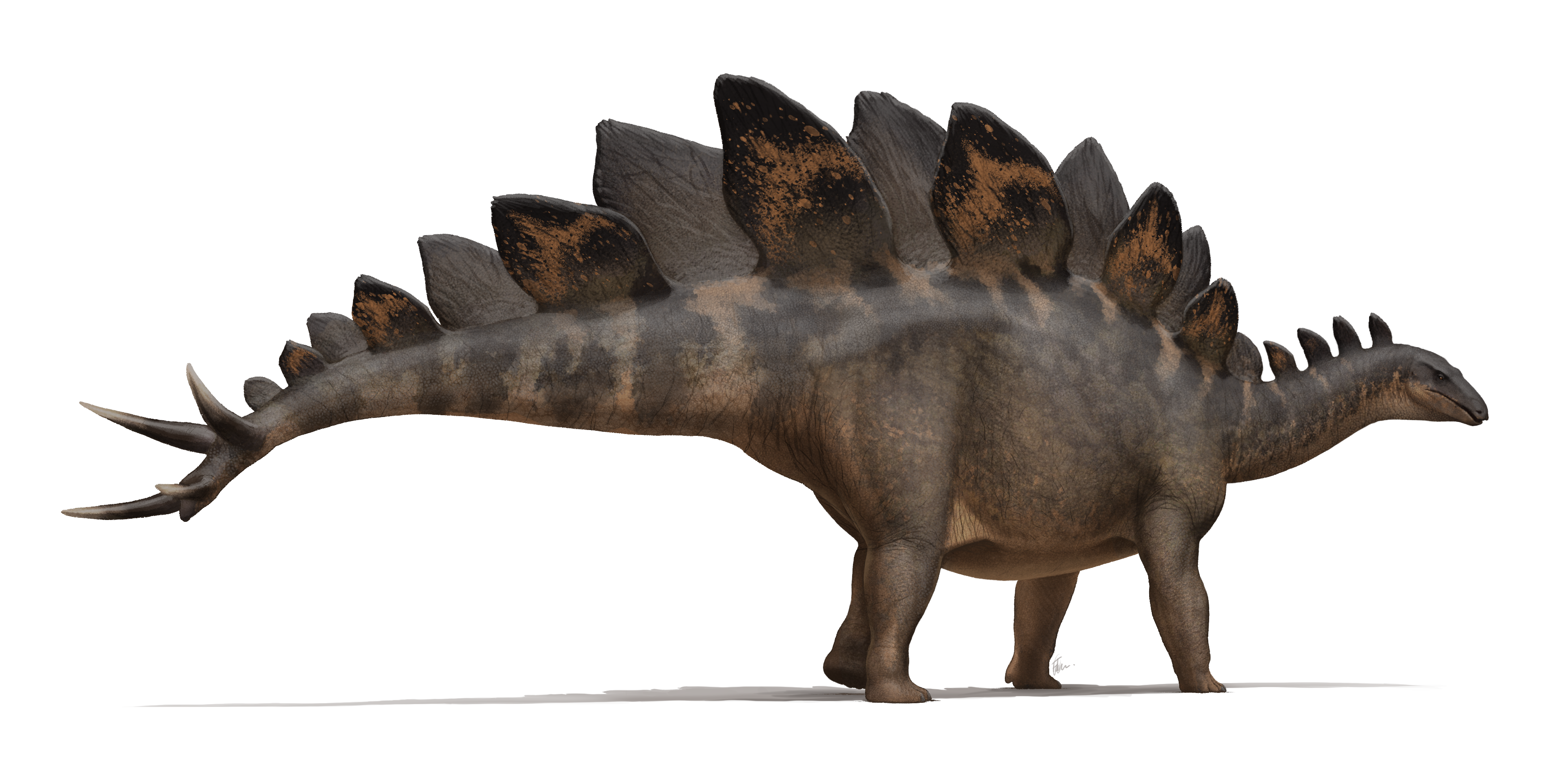
Stegosaurus stenops, jeden z nejznámějších a nejpopulárnějších dinosaurů.

Veškeré informace o druhohorních dinosaurech dnes máme k dispozici pouze ze zachovaných fosilií. Ptáci jsou ve skutečnosti pokračovatelé evoluční linie plazopánvých dinosaurů (teropodů, což byli obvykle masožraví dinosauři, kteří chodili po dvou a vykazovali ptačí anatomické znaky). Jednalo se například o duté kosti, plicní vaky, esovité krky a často i peří jako tělesný pokryv, jak v posledních dvaceti letech dokázaly intenzivní výzkumy. Podle některých paleontologů (Robert T. Bakker, John Ostrom, Jacques Gauthier atd.) jsou pak ptáci přímo malí, agilní dinosauři (důkazem pro tuto teorii je třeba objev opeřených dinosaurů v oblasti Liao-ning i jinde). Proto navrhli vyčlenit dinosaury úplně ze třídy Reptilia (plazi) a zahrnout je společně s ptáky do nové třídy Dinosauria. Každopádně jde však o monofyletickou skupinu se společným předkem. Dinosauři jsou každopádně přirozenou skupinou vývojově velmi úspěšných obratlovců.
Dnes již je však důležitější kladistika nežli přesné určování vnějších taxonových kategorií, proto se touto problematikou zabývá jen málokdo. Za dinosaura je podle definice považován jakýkoliv živočich, který je přímým potomkem posledního společného předka iguanodona, megalosaura a cetiosaura (někdy se také pro tento účel „využívá“ známějších rodů Tyrannosaurus a Triceratops). Nové objevy přibývají a výzkum dinosaurů se zintenzivnil především od přelomu 20. a 21. století, kdy byla objevena většina dosud známých druhů těchto druhohorních plazů.

## Evoluční význam
Dinosauři patří mezi nejúspěšnější skupiny suchozemských obratlovců v dějinách života na Zemi. Zcela dominovali suchozemským ekosystémům v období jury a křídy, tedy celkem asi 134 milionů let. I když nepočítáme ptáky, pak kosterní pozůstatky nejstaršího a nejmladšího známého dinosaura dělí doba téměř 170 milionů let. V době jejich existence nedosáhl žádný jiný suchozemský živočich (s výjimkou sladkovodních krokodýlů a ptakoještěrů) rozměrů přesahujících přibližně velikost současného jezevce. Na druhou stranu je však pravdou, že jakkoliv byli dinosauři v druhohorních terestrických ekosystémech významní, nebyli zdaleka jedinými početnými a diverzifikovanými organismy tohoto období. Velmi hojní byli i mnozí další plazi, kostnaté ryby, hmyz apod. Je nicméně pravděpodobné, že pokud by dinosauři na konci křídy před 66 miliony let nevyhynuli, savci by se evolučně rozvíjeli pomaleji a člověk by se možná objevil až mnohem později (pokud vůbec). Přesto jsou dosud dinosauři v mnoha ohledech vnímáni jako symbol čehosi zpátečnického a neschopného změny (například pojem „politický dinosaurus“). Takový pohled je však nesprávný a zcela absurdní. Dinosauři rovněž nebyli předurčeni k vyhynutí, jejich vymizení (s výjimkou ptáků) způsobila náhodná srážka Země s planetkou z hlavního pásu. Vyhynutí proběhlo velmi rychle, podle některých odhadů mohlo trvat pouhé desítky hodin.
Navzdory rozšířenému názoru nebyli populární dinosauři zástupci skupiny šupinatých, nepatřili tedy mezi ještěry ani jejich blízké příbuzné. Dinosauři byli zástupci kladu Archosauria, nikoliv Lepidosauria.

## Anatomie

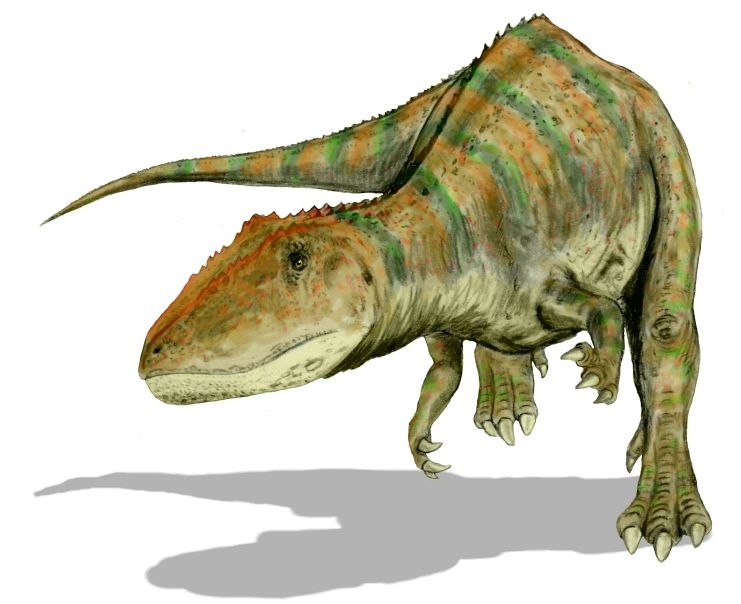
Carcharodontosaurus, jeden z obřích teropodních dinosaurů.

Dinosauři patří mezi diapsidní živočichy – mají dva spánkové otvory na upevnění žvýkacích svalů.
Dalším typickým znakem, který odlišuje dinosaury od většiny ostatních plazů, je postavení končetin. Specialitou je tzv. čtvrtý trochanter, sloužící k upnutí mohutných kaudofemorálních svalů. Ty pomáhaly při pohybu zadních končetin, které stahovaly dozadu. U současných plazů jsou končetiny postaveny směrem do stran (např. krokodýli), zatímco dinosauří končetiny směřují přímo pod tělo (jako u savců). Přední končetiny byly obvykle kratší než zadní. Další významný znak je zvláštní stavba zadních končetin. Stehenní kost byla opatřena kulovitou hlavicí, která zapadala do pánevní jamky a umožňovala svislé umístění končetiny. Lýtková kost (fibula) byla na vnější straně mnohem tenčí než holenní kost (tibia) na straně vnitřní. Kyčelní jamka (acetabulum) byla charakteristicky perforovaná. Speciální anatomická stavba kyčelního kloubu umožnila sauropodům i teropodům dosáhnout gigantických rozměrů. Histologickým rozborem fosilních kostí bylo zjištěno, že také dinosauři měli meziobratlové ploténky. K osifikaci křížových (sakrálních) kostí docházelo u dinosaurů už v počátcích jejich evolučního vývoje, jak ukázaly objevy z Brazílie (pozdně triasové souvrství Candelária).
Ocasy dinosaurů měly velkou tvarovou i velikostní variabilitu, od relativně krátkých až zakrnělých (a proměněných v synsakrum, jako u některých oviraptorosaurů) až po extrémně dlouhé u některých sauropodů nebo uzpůsobené obranné funkci (ankylosauři, stegosauři, někteří sauropodi). Pravděpodobně ale neexistuje přímý vztah mezi délkou ocasu a přední částí těla ve smyslu vyvažování. U různých skupiny dinosaurů se ocasy a jejich anatomická stavba vyvíjely nezávisle, a to především v závislosti na jejich funkci.
Dinosauři měli zuby zasazeny v jamkách, podobně jako krokodýli, u plazů vyrůstají zuby přímo z čelistní kosti. Dinosauří páteř byla tvořena různým počtem obratlů, které byly mnohdy duté a vyplněné vzdušnými vaky (plazopánví). Žebra byla připojena dvěma kloubními hlavicemi.
Stejně jako ostatní plazi byli dinosauři vejcorodí (přestože se již objevily teorie o živorodosti některých druhů). Jejich vejce však byla původně kožovitá, ale později měla pevnou skořápku inkrustovanou minerálními látkami, podobně jako vejce dnešních ptáků.
Výzkum L. Witmera z roku 2008 prokázal, že většina dinosaurů měla zřejmě odlehčené lebky a ty byly do značné míry vyplněné vzdušnými dutinami. Výzkum z roku 2018 dokládá, že výrazné změny na pánevních kostech některých skupin dinosaurů (například maniraptorů a ptakopánvých) souvisejí zejména s dýchacím systémem a nikoliv s přechodem k herbivorii, jak se mnozí paleontologové domnívali dříve. Pro dinosaury je endotermie („teplokrevnost“) sdíleným odvozeným znakem od jejich předků, ačkoliv u ptakopánvých dinosaurů mohly některé vývojové linie přejít druhotně k ektotermii. Velcí teropodi a sauropodi však byli endotermní, nikoliv gigantotermní (jak se dříve často předpokládalo).

### Peří
Kůže zejména teropodních dinosaurů byla často pokrytá peřím nebo proto-peřím a ti dinosauři, kteří v evoluci o peří přišli, měli kůži podobnou kůži dnešních slonů nebo nosorožců. Výjimečně se dochovaly otisky kůže například také u obřích sauropodních dinosaurů. U některých druhů, zejména velkých býložravců, se vyvinuly mohutné kostěné pláty. Existovali také četní opeření dinosauři, ze kterých se později, někdy během jurského období, vyvinuli praví ptáci. V současnosti známe kolem dvaceti druhů malých dravých teropodů s pernatým integumentem (pokryvem těla), téměř všechny pocházejí z provincie Liao-ning v Číně. Nicméně se nedokonalé proto-peří objevilo i u některých býložravých dinosaurů. Peří známe jak u plazopánvých, ale protopeří i u ptakopánvých. Jelikož nejmladší společný předchůdce plazopánvých a ptakopánvých žil ve stejné době jako první dinosauři, je velmi pravděpodobné, že první dinosauři byli opeření, co znamená, že peří je pravděpodobně znakem dinosaurů, podobně jako srst je znakem savců a podobně jako někteří savci ztratili srst, tak někteří dinosauři ztratili peří. Možná se tedy u předka všech dinosaurů objevilo ještě v triasu nebo se u dinosarů peří objevilo několikrát nezávisle na sobě, první verze je však mnohem pravděpodobnější.
Ačkoliv současní ptáci jsou přímými potomky teropodních dinosaurů (resp. jsou sami přežívajícími teropodními dinosaury), ani v případě druhotně nelétavých druhů jejich mozky nejsou neurofyziologickým ekvivalentem mozků druhohorních dinosaurů. V současnosti se již paleontologové shodují na závěru, že ptáci vznikli v průběhu jurské periody z opeřených teropodních dinosaurů.

### Rozměry

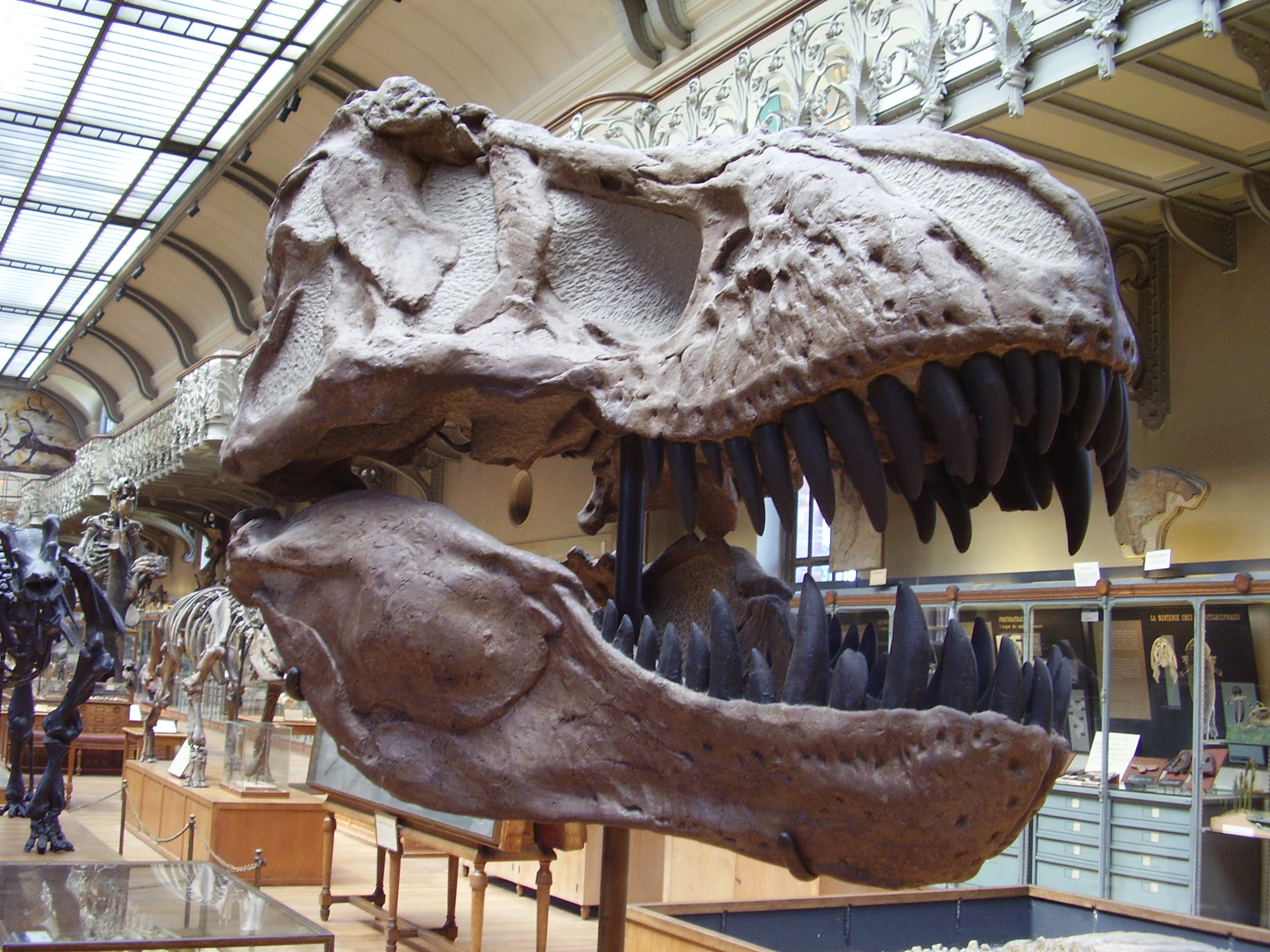
Lebka tyranosaura, jednoho z nejpopulárnějších druhohorních dinosaurů.

Dinosauři ze skupiny Sauropoda představovali největší suchozemské živočichy všech dob. Důvody jejich gigantismu zřejmě souvisejí především s jejich ontogenetickým růstem, způsobem reprodukce a fyziologií. Někteří snad mohli dosáhnout délky až kolem 40 metrů (avšak jedná se o nejisté fosilní objevy), tedy zhruba o 10 metrů více, než dosahují největší velryby!) a hmotnosti až přes 100 tun. Výrazně těžší je pouze jediný žijící druh kytovce – plejtvák obrovský.
Zatím největším relativně dobře známým dinosaurem je rod Argentinosaurus, u něhož se předpokládá hmotnost zhruba 70 až 96 tun. Vážil tedy asi tolik, jako 15 dospělých slonů.
Dosud nejpřesnější dosud získaný odhad hmotnosti tohoto obřího sauropoda činí asi 85 000 kg, byl tedy těžší než například dopravní letadlo Boeing 737. Podobně velký byl také Puertasaurus nebo Patagotitan, rovněž z Argentiny.
Některé izolované obrovské fosilní kosti naznačují existenci ještě větších dinosaurů (viz např. Bruhathkayosaurus z Indie, původní materiál však již není k dispozici). K roku 2016 bylo známo asi osm sauropodních rodů, jejichž hmotnost podle odhadů přesahovala 60 metrických tun. Na druhou stranu však existovali i velmi drobní dinosauři (např. dromeosauridi Microraptor nebo Epidendrosaurus, který je však často řazen k Avialae, tedy již k „ptačím dinosaurům“ do čeledi Scansoriopterygidae, jejíž validita je diskutabilní), kteří dosahovali velikostí jen v řádu desítek centimetrů a stovek gramů. Nejmenším známým druhem teropodního dinosaura je podle moderní systematiky kolibřík kalypta nejmenší (Mellisuga helenae) s průměrnou délkou těla kolem 6 centimetrů a hmotností kolem 2 gramů. Největšího a nejmenšího známého dinosaura (rody argentinosaurus a kalypta nejmenší) dělí rozdíl přibližně čtyřiceti-milion-násobku hmotnosti (kalypta je asi 40 milionkrát lehčí).

#### Nejdelší dinosauři
Z důvodu nekompletnosti fosilního materiálu a skutečnosti, že nikdy nenalezneme skutečného rekordmana, nelze brát tabulky rekordů zcela vážně. Jsou zde nicméně indicie (znalost blízkých příbuzných, biomechanické studie), které nám dovolují byť přibližně určit délku, výšku či hmotnost zvířete. Dle těchto indicií by pak k nejdelším dinosaurům mohl patřit severoamerický rod Maarapunisaurus fragillimus s délkou kolem 32 metrů. K dalším obrům patřily rody Bruhathkayosaurus s odhadovanou délkou až kolem 44 metrů (u tohoto rodu je však možné, že se jedná o zkamenělý kmen stromu), Puertasaurus s 35–40 m, Argentinosaurus s 30–37 m, Turiasaurus 30–39 m (dosud největší suchozemský živočich, jaký kdy byl na evropském kontinentu nalezen), Supersaurus s 35 m–?40 m, Sauroposeidon s 29–34 m (s výškou snad 18 metrů nejvyšší dosud známý dinosaurus), „Seismosaurus“ s 33–35 m, Paralititan s 26–35 m, Antarctosaurus s až 40 m nebo Argyrosaurus s 18–30 m.
Pozdně jurský severoamerický druh Supersaurus vivianae mohl být podle novějších zjištění dlouhý asi 39 až 42 metrů, což by z něho patrně činilo nejdelšího dosud známého obratlovce vůbec.

#### Největší draví dinosauři

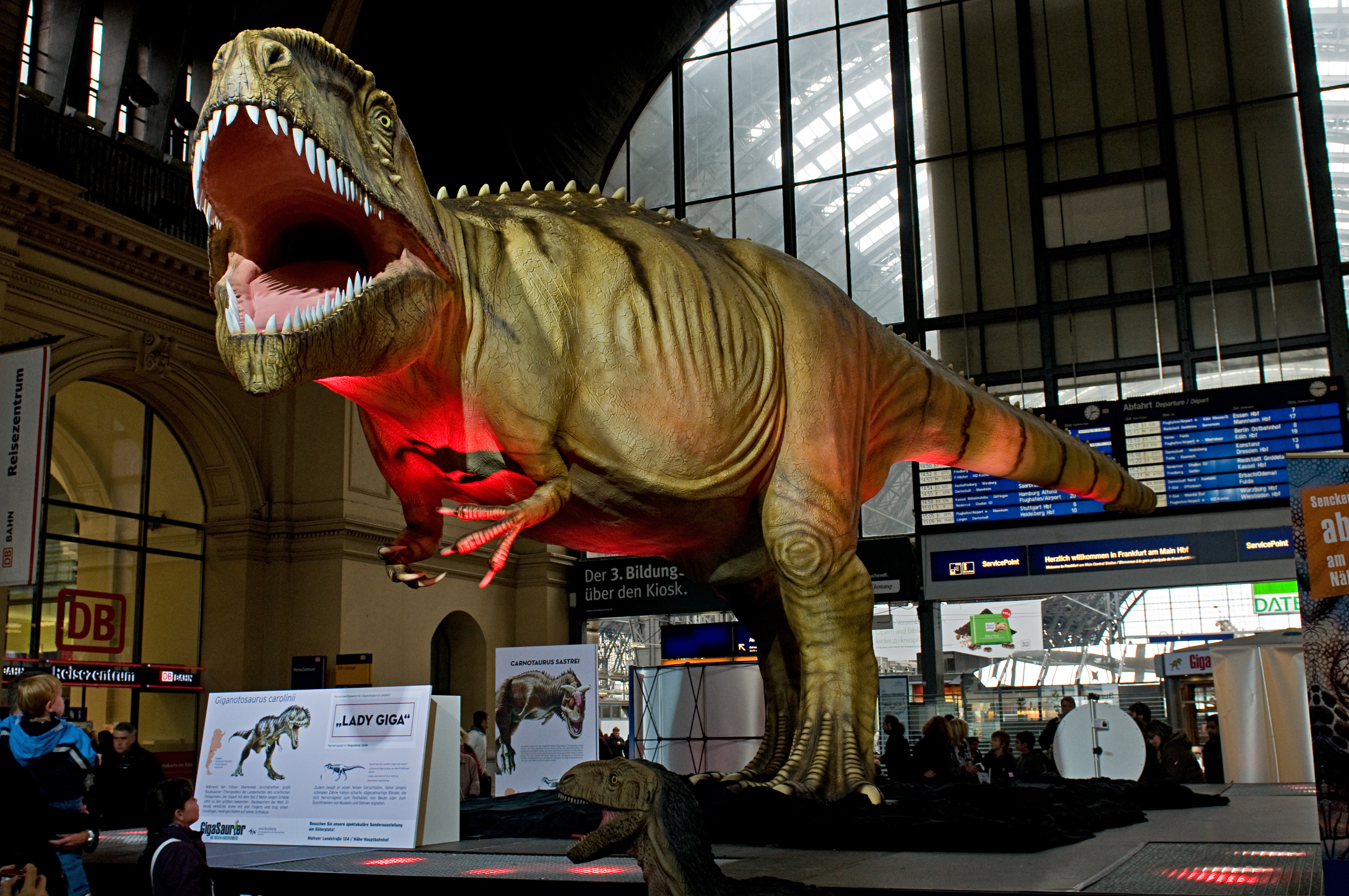
Model druhu Giganotosaurus carolinii

Největší draví dinosauři (teropodi) představují společně s některými zástupci krokodýlů zároveň největší suchozemské dravce všech dob. Dlouhou dobu držel primát rekordního predátora známý severoamerický Tyrannosaurus, v 90. letech minulého století ho však překonal argentinský obr Giganotosaurus, který měřil na délku kolem 13 metrů a vážil snad až kolem 8 tun. Ani tento teropod však zřejmě nebyl největší, jak potvrzují nedávné nálezy. Dnes je držitelem velikostního primátu mezi teropody Spinosaurus, vědecky popsaný již roku 1915.
K nejdelším teropodům patřil severoafrický rod Spinosaurus, jež se svými 16–18 metry neměl v dospělosti žádného přirozeného nepřítele (nepočítáme-li příslušníky stejného druhu). Šlo však o velmi specializovanou formu dravého dinosaura, uzpůsobenou na lov ryb ve vodním prostředí. V závěsu za ním je pak rod Giganotosaurus s 13,5–13,7 m, Tyrannotitan s 13,4 m, Deltadromeus s 13,3 m, Mapusaurus s 12,8 m, Tyrannosaurus s 12,5 m nebo Carcharodontosaurus s 11,1–13,5 m. Tyto údaje jsou však pouze přibližné a v budoucnu nejspíš dojde k jejich revizi.

### Inteligence dinosaurů
Obecně byli dinosauři v porovnání se současnými savci a ptáky relativně málo inteligentními tvory s poměrně malými mozky. Existují ale významné výjimky. Za jednoho z nejinteligentnějších známých druhohorních dinosaurů je obecně považován menší deinonychosaurní teropod druhu Troodon formosus ze svrchní křídy USA a Kanady, jehož encefalizační kvocient (EQ – vyjadřující poměrnou velikost mozku k tělu oproti stejně těžkému krokodýlovi) činil až 6,5. Troodon byl tak zřejmě stejně inteligentní jako dnešní šelmy a někteří ptáci (a mnohem inteligentnější než dnešní plazi). Objevily se také hypotetické rekonstrukce možného vzezření vysoce inteligentních dinosaurů (tzv. dinosauroidů), kteří by podle názoru některých vědců (např. Dale Russell) mohli v případě přežití do kenozoika vzniknout postupným vývojem z některých troodontidů. Pro tyto názory však chybí jakékoliv fosilní doklady.
Nedávno byl však změřen objem mozkovny jiného malého svrchnokřídového teropoda druhu Bambiraptor feinbergi (objeven v roce 1995 v Montaně, USA). Výsledek odpovídá téměř dvojnásobku hodnoty u troodonta (EQ 12,5 až 13,8). Navíc bylo zjištěno, že tento dinosaurus používal „vratiprst“ a mohl tedy možná manipulovat s předměty (na druhou stranu však šlo ještě o mládě, u kterého je mozkovna relativně větší v poměru k tělu). Porovnáváme-li EQ neptačích dinosaurů s ptáky, vycházejí nám obvykle hodnoty v širokém rozpětí 0,05 až 1,4.
Vůbec nejinteligentnějšími dinosaury jsou zřejmě dnešní vrány (konkrétně vrána novokaledonská, která se pozná v zrcadle a používá jednoduché nástroje). Většina dinosaurů (především býložravých) však zřejmě příliš vysoké inteligence nedosahovala. Jinou otázkou je také komunikace dinosaurů, která mohla nabývat mnoha různých podob – vokalizace, zvuk produkovaný chrastěním tělesného „brnění“, dupáním, máváním opeřenými končetinami a mnoho dalších způsobů dorozumívání.
Mozek dinosaurů se vyvíjel a rostl rovnoměrným tempem a tvarově se příliš neodlišoval u malých mláďat a dospělců. Podobný vzorec nacházíme i u dnešních ptáků, zatímco u krokodýlovitých plazů je zcela odlišný (tvar mozku prochází v průběhu ontogeneze významnými změnami).
Rozšíření páteřního kanálu v křížové oblasti, zjištěné u některých sauropodů a stegosauridů přivedlo badatele na konci 19. a v první polovině 20. století k mylné domněnce, že tito dinosauři byli vybaveni druhým nervovým centrem právě v této oblasti těla. Sekundární „mozek“ měl pomáhat s ovládáním ocasu a zadních končetin a posilovat zde funkci vzdáleného mozku v lebce. Ve skutečnosti však dinosauři žádný druhý mozek neměli, jedná se patrně jen o rozšíření páteřního kanálu pro umístění glykogenového tělesa – zásobárny polysacharidu glykogenu, známou například u dnešních ptáků.
Mozky většiny dinosaurů byly relativně malé, ale neplatí to obecně. U některých teropodů byly relativně velké dokonce i v přímém srovnání s mozky současných savců a ptáků. Například mozek druhu Tyrannosaurus rex vážil dle většiny odhadů, založených na obrazech a modelech z počítačové tomografie, kolem 355 gramů. Koncový mozek tohoto teropoda pak obsahoval dle odhadu z roku 2022 asi 3,378 miliardy nervových buněk (neuronů), což je o půl milardy víc než činí počet telencefalických neuronů u současné africké opice paviána. Je tedy možné, že někteří dinosauři (zejména velcí teropodi) byli inteligentnější, než se donedávna předpokládalo.

### Zbarvení dinosaurů

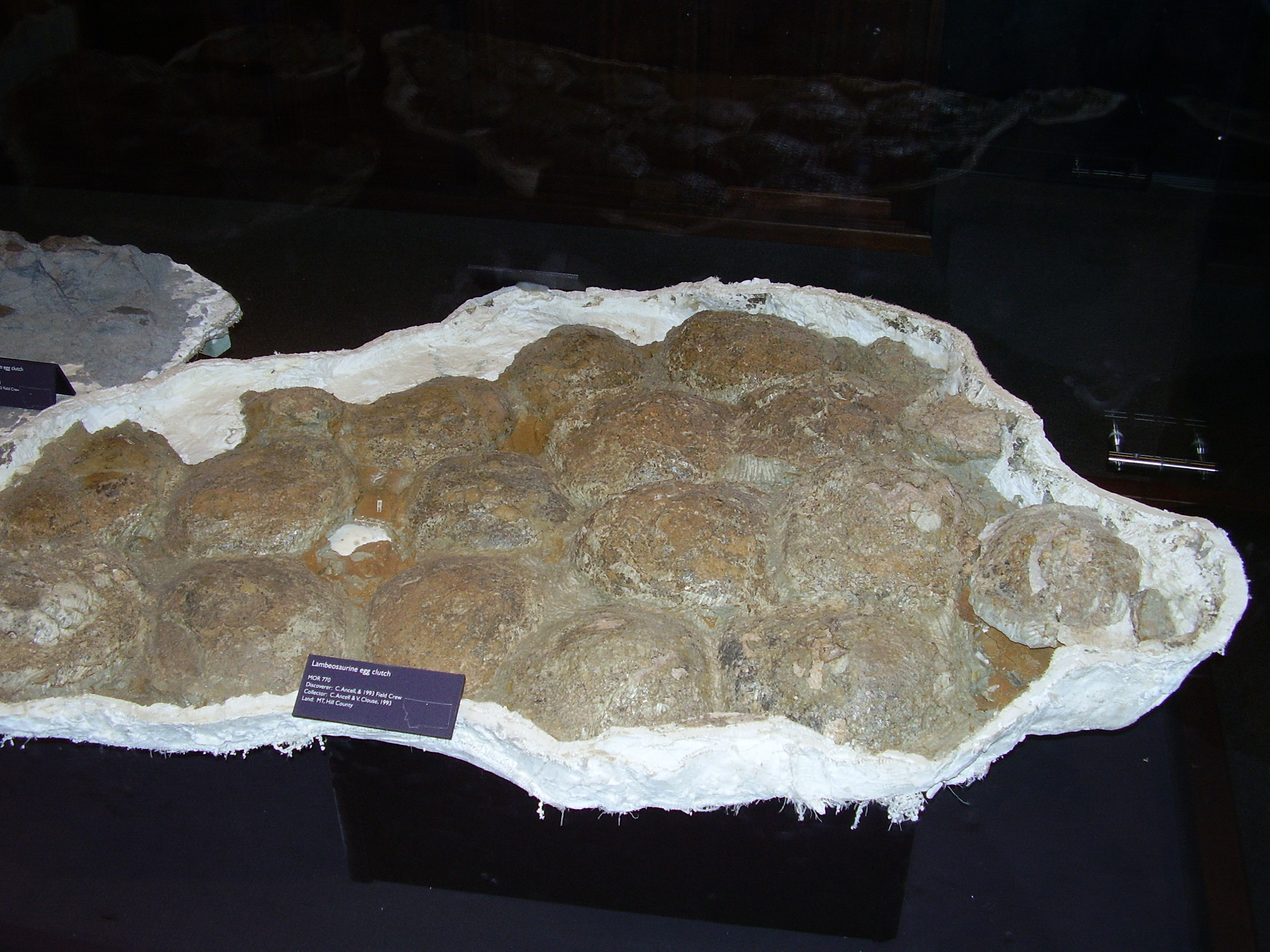
Hnízdo s fosilizovanými vajíčky kachnozobého dinosaura druhu Maiasaura peeblesorum v Museum of the Rockies, Bozeman, Montana

Celkový vzhled hraje v životě zvířete velkou roli. Je nejen důležitou součástí sexuálního výběru, ale často slouží i jako ochrana proti predátorům, po případě jako maskovací úbor lovců. Dinosauři byli zpočátku představováni jako šedí tvorové bez jakýchkoli výrazných barevných znaků. Nicméně není důvod tento názor považovat za prokazatelný fakt. Stejně jako i dnešní fauna, byli zcela jistě i dinosauři barevnými živočichy. Vzhledem ke skutečnosti, že se nikdy nedozvíme, jakými barvami tito diapsidní plazi oplývali, lze na toto téma pouze spekulovat. Různorodost zbarvení záležela na způsobu života daného druhu. Zvíře žijící v lesích se z důvodu maskování jistě lišilo od tvorů obývajících volná prostranství. Pestrost byla určitě výhodou i během námluv, kdy si samice vybraly jedince, kteří jim nejvíce imponovali. Vzhledem k přítomnosti peří u mnoha druhů dinosaurů je předpoklad zbarvení velmi pravděpodobný. Počátkem roku 2010 bylo vědci oznámeno, že byly objeveny molekuly pigmentů (původních barviv) v primitivním peří neptačích teropodních dinosaurů rodu Sinosauropteryx, Anchiornis, Caudipteryx a snad i některých dalších. Jedná se o historicky vůbec první příležitost, kdy byla identifikována barva neptačího dinosaura. 
Dnes již známe původní barvu opeření u šesti rodů druhohorních teropodů – Sinosauropteryx, Anchiornis, Microraptor, Sinornithosaurus, Archaeopteryx a Confuciusornis.

### Reprodukční biologie dinosaurů
Dinosauři byli často společenskými tvory, žijícími trvale ve skupinách. Podobně jako všichni dnešní plazi a ptáci se rozmnožovali výhradně vejci. Četné objevy vajíček i celých hnízd nebo hnízdních kolonií byly od 20. let minulého století postupně učiněny prakticky po celém světě (především Mongolsko, USA, Čína a Argentina). První dinosauří vejce byla objevena na jihu Francie již roku 1859, jako dinosauří ale byly rozeznány až později. Objevitel, kněz a amatérský přírodovědec Jean-Jacques Pouech, je považoval za fosilie ptačích vajíček. Aktivní rodičovská péče již byla prokázána alespoň u některých druhů dinosaurů. Dinosauří vejce měla většinou pevnou skořápku, často zdobenou různými vystupujícími útvary. Dnes známe dinosauří vejce z více než 200 lokalit po celém světě. Některé objevy nicméně naznačují, že například u nejstarších dinosaurů mohla být vajíčka měkká a kožnatá, podobně jako u ještěrů a hadů. Tato interpretace však bývá některými odbornými pracemi zpochybňována. U některých fosilizovaných dinosauřích vajec se dokonce dochovaly stopy po původní podskořápečné bláně (Membrana testacea), a to v případě skvěle dochovaných nálezů z Indie a Argentiny.
Dodnes však neexistuje relevantní metoda k určení pohlaví u těchto vyhynulých tvorů. Pouze v případě některých skupin na toto rozlišení ukazují například různé imponující útvary na lebkách (hadrosauridi, ceratopsidi, pachycefalosauridi). Existují sice domněnky, že například velcí sauropodi mohli rodit živá mláďata (viviparie), ty jsou však dnes již prakticky zcela vyvráceny. O pohlavních orgánech dinosaurů jsou zatím jen nepřímé fosilní doklady, proto je v jejich rekonstrukci potřeba srovnávání se současnými živočichy (zejména nejbližšími žijícími příbuznými dinosaurů, ptáky a krokodýly). Podoba kloaky (tělního vývodu) u druhohorních dinosaurů byla poprvé popsána až díky výborně zachovanému exempláři rodu Psittacosaurus. Tento exemplář dochoval přibližnou podobu vnější části kloaky s její protáhlou stavbou, nezachoval ale žádné informace o její vnitřní struktuře, ani o pohlaví jejího původce.
Ukazuje se také, že teropodní dinosauři mohli provozovat jakési námluvní rituály, kdy ryli do země drápy na zadních končetinách. Stopy po těchto aktivitách jsou dnes objevovány na území Spojených států a Číny. Výzkum inkubace u současných plazů ukazuje, že v polárních oblastech nebylo možné udržet dostatečnou teplotu vajíček pouze nahrnutou zeminou či jiným materiálem, ale bylo nezbytné vajíčka zahřívat vlastním tělesným teplem. Rituály hnízdění a inkubace vajec u mnoha druhů dinosaurů byly zřejmě podobné chování současných hnízdících ptáků. Dinosauři svá hnízda pravděpodobně chránili před potravními oportunisty, kteří se na nich chtěli přiživit (ještěři, jiní draví a všežraví dinosauři). Oviraptorosauři nám zanechali také největší známá fosilní vajíčka všech dob, například největší exempláře čínského oodruhu Macroelongatoolithus xixianensis měří až 61 cm. Naopak nejmenší známá vajíčka druhohorních dinosaurů (oorod Himeoolithus) byla objevena na území Japonska a jejich odhadovaná hmotnost je 9,9 gramu.
U lépe známých druhů, jako je obří teropod Tyrannosaurus rex, u něhož známe několik desítek kosterních exemplářů, někteří paleontologové předpokládají pohlavní dimorfismus. Mohutnější kostry pak obvykle označují za samičí. Ve skutečnosti ale máme k podobným úsudkům příliš málo fosilního materiálu, jak ukázal například i rozsáhlý výzkum koster recentních gaviálů. Rozlišit pohlaví dinosaurů je na základě samotného fosilního záznamu velmi obtížné. Nově by s tímto problémem mohla pomoci statistická metoda za využití přesného měření a počítačových programů pro analýzu morfometrie většího vzorku jedinců v populacích různých skupin dinosaurů. Mezi lety 2004 a 2007 ale byly paleontoložkou Mary Higby Schweitzer objeveny na stehenních kostech jednoho exempláře Tyrannosaura (MOR 1125) tzv. medulární kosti, což je specifická tkáň, která se v současnosti vyskytuje pouze u ptačích samic jako zásobárna vápníku před kladením vajec. Na základě tohoto objevu byla kostra označena za samici.
Dinosauři se v mnoha ohledech podobali ve své reprodukci a hnízdním chování současným ptákům, v některých ohledech ale zase nikoliv. Jejich reprodukční chování bylo komplexní a zahrnovalo odvozené i primitivní prvky. To dokládají unikátní nálezy fosilních koster dospělců i embryí z hnízdišť především z území současné Číny.
Sexuální dimorfismus (pohlavní dvojtvárnost), tedy rozdílný vzhled a velikost obou pohlaví stejného druhu, se nepochybně vyskytoval i u dinosaurů. Jeho míra a význam jsou ale stále předmětem intenzivních debat mezi paleontology. Hlavním vodítkem jsou přitom srovnávací morfologické studie, které ale mohou být poněkud zavádějící.

### Fyziologie dinosaurů

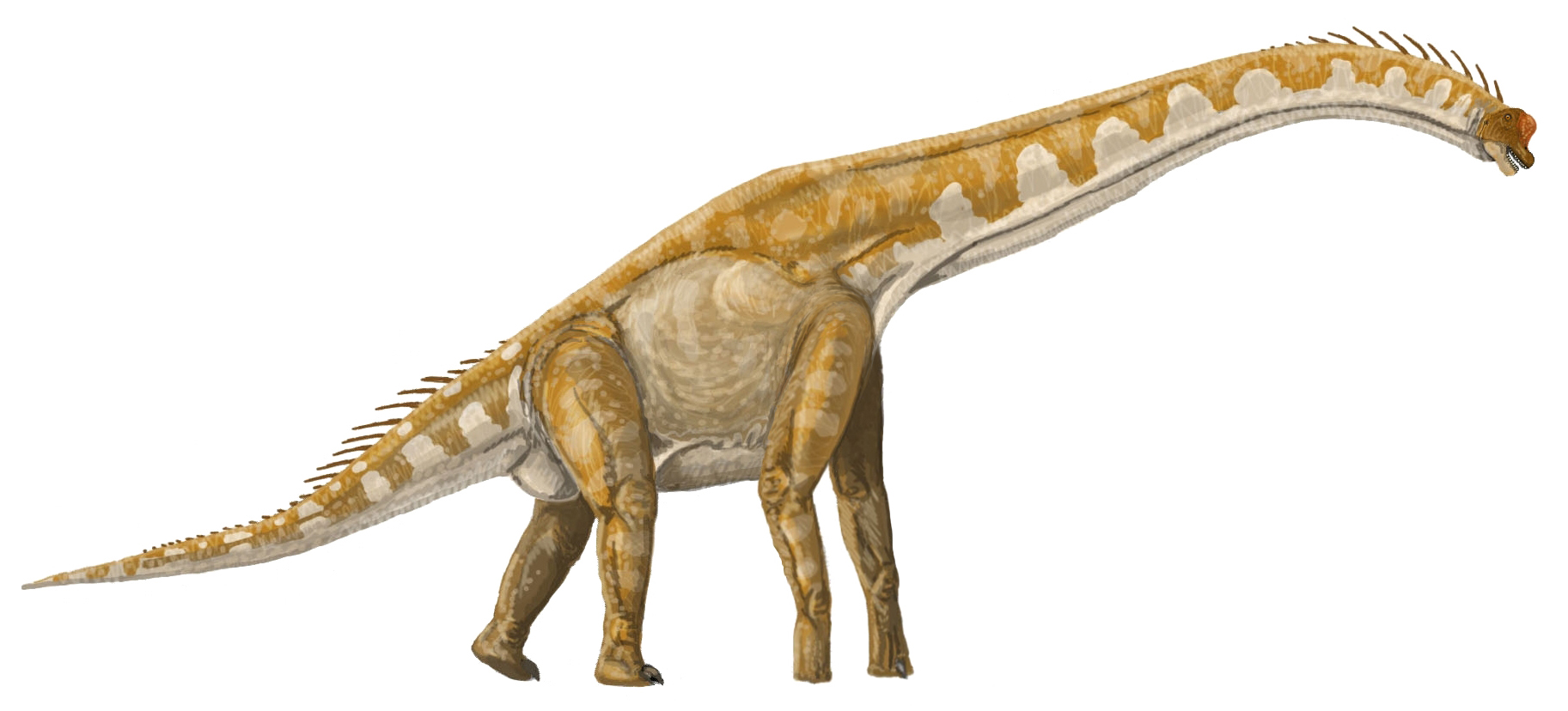
Vědci se stále dohadují o tom, jak fungoval organismus obřích sauropodů, jakým byl východoafrický Giraffatitan brancai.

Již od 60. let 20. století je známo, že dinosauři měli rychlý metabolismus, podobný metabolismu dnešních ptáků, nikoliv současných plazů. Je také vysoce pravděpodobné, že minimálně někteří (pravděpodobně všichni teropodi) dinosauři byli teplokrevní a jejich tělesná teplota tak nebyla závislá na teplotě okolního prostředí (podobně jako u dnešních ptáků a savců). To odpovídá novějšímu pojetí dinosaurů coby rychlých a aktivních tvorů, žijících například i v polárních oblastech a migrujících na velké vzdálenosti (pro předpokládané migrace na vzdálenost až několika tisíc kilometrů však dosud chybí přímé fosilní důkazy). O potenciální teplokrevnosti teropodních dinosaurů by mohl svědčit také poměr počtu dravých dinosaurů a jejich kořisti na jednotlivých paleontologických lokalitách. Ten se pohybuje zhruba kolem 2 až 5 %, což odpovídá mnohem lépe teplokrevným savcům než studenokrevným plazům (kde je poměr mnohem vyšší a dosahuje zhruba 15–20 %). Objevy fosilií dinosaurů v oblastech, které v době druhohor ležely za polárním kruhem, rovněž poukazují na jejich pravděpodobnou teplokrevnost a vysoký stupeň metabolické výměny. V roce 2014 se však objevila studie, která v dinosaurech spatřuje spíše tzv. mezotermy. Otázka endotermie dinosaurů nicméně zůstává nevyřešena i ve druhém desetiletí 21. století. Podle některých studií se teplokrevnost objevila spolu s miniaturizací (zmenšováním tělesných rozměrů) u teropodních dinosaurů v průběhu spodní až střední jury (asi před 180 až 170 miliony let) a ptáci ji získali coby odvozený fyziologický znak, zděděný přímo od svých dinosauřích předků.
Jisté je, že dinosauři tvořili v období jury a křídy pevninskou megafaunu, charakteristickou fyziologií odlišnou od fyziologie prakticky všech současných živočichů. Mnozí dinosauři měli systém tzv. vzdušných vaků, které se jim rozšiřovaly až do kostních dutin a umožňovaly jim efektivnější dýchání. Tento respirační systém po teropodních dinosaurech zdědili i jejich potomci ptáci. Jazyk dinosaurů byl fixovaný k čelistnímu dnu a nevyčníval z ústní dutiny. Dýchací soustava dinosaurů byla v každém případě vysoce výkonná a zřejmě byla i jedním z hlavních faktorů, který jim zajistil jejich dlouhodobý evoluční úspěch. V souvislosti s výzkumy permského vymírání a jeho následků (v tomto kontextu hlavně výrazné snížení kyslíku v atmosféře) se usuzuje, že u přímých předků dinosaurů, kteří toto vymírání přežili, se jednalo o způsob adaptace na změnu složení atmosféry (zvýšení objemu vzduchu vstupoujícího do plic na kompensování nízké hladiny kyslíku). Ve stejné době se u savčích předků začala ze stejných důvodů vyvíjet bránice, ale vzdušné vaky svojí vyšší efektivitou vedly k výraznému nástupu a rozvoji diapsidních skupin. Ptačí soustava vzdušných vaků byla dříve dávána do přímé souvislosti s vývojem energeticky náročeného aktivního letu. V současnosti je však zjevné, že využití vzdušných vaků k aktivnímu letu je až druhotné využití již přítomného anatomického rysu sdíleného s dinosauřími předky.
Velcí dinosauři měli nepochybně problém s udržováním stále tělesné teploty, zejména pak s přehříváním. Aby jejich mozek fungoval ve stálé ideální teplotě, museli být tito dinosauři vybaveni neurovaskulárním systémem cévních svazků, které jejich mozky ochlazovaly a udržovaly dlouhodobě v optimální teplotě. To platilo přinejmenším pro obří sauropody, teropody i ornitopody.
Víme také, že neptačí dinosauři rostli relativně rychle (dospívali obvykle do 10. roku života) a nedožívali se příliš vysokého věku. Četné objevy patologií na kostech ukazují, že mnozí dinosauři se utkávali v agresivních vnitrodruhových soubojích (například rohatí dinosauři, tyranosauridi apod.). Obecně se dá říci, že dinosauři velmi rychle rostli. U některých hadrosauridů činil rozdíl v hmotnosti u čerstvě vylíhlého mláděte a plně dorostlého dospělce asi 1 ku 16 000, malí dinosauři však díky rapidnímu růstu rychle tento rozdíl doháněli. Vnitřní stavba kostí dinosaurů se nicméně lišila od stavby kostí savců, ačkoliv povrchové jsou si relativně značně podobné. Růst přinejmenších některých druhů dinosaurů se po dosažení dospělosti zastavoval.
Druhohorní dinosauři se obvykle dožívali spíše nižšího věku, například populární teropod druhu Tyrannosaurus rex pravděpodobně jen vzácně překračoval 30. rok života. Nejstarším doložitelným věkem dinosaura je 55 let, zjištěných díky počtu a tvaru přírůstků na průřezu fosilních kostí afrického sauropoda druhu Janenschia robusta. Tento pozdně jurský dlouhokrký dinosaurus zahynul přibližně v 55 letech věku, u několika dalších sauropodů (Mamenchisaurus, Apatosaurus, Camarasaurus) byl zase zjištěn věk přes 40 let.
Četné známky zranění a nemocí na kostech některých dinosaurů svědčí také o tom, že tito pravěcí tvorové trpěli četnými chorobami včetně nádorových onemocnění. Byly objeveny fosilní otisky těl parazitů, mezi jejichž hostitele nejspíš patřili ptakoještěři a opeření dinosauři (například velké blechy, vši a klíšťata). Velkými parazity dinosaurů byly například jurské a křídové blechy rodu Pseudopulex, dosahující délky i přes 2 centimetry (zhruba desetinásobek velikosti dnešních blech).
Co se týče rychlosti pohybu, většina velkých čtyřnohých dinosaurů zřejmě vysokých rychlostí v běhu nedosahovala. Někteří menší a středně velcí dinosauři však byli schopni dosáhnout pozoruhodné rychlosti kolem 40 km/h, jak ukázaly zkamenělé otisky sérií jejich stop. Jedna série fosilních otisků stop z pozdní křídy Polska dokonce poukazuje na menšího dromeosaurida, běžícího rychlostí kolem 50 km/h. Vůbec nejrychlejší byli zřejmě tzv. pštrosí dinosauři (ornitomimosauři), schopní v běhu dosáhnout rychlosti kolem 60 km/h. Díky fosilním stopám také přibližně víme, jak se někteří dinosauři dokázali zvedat ze země a pohybovat se ve svém životním prostředí. Dá se předpokládat (na základě tělesné stavby a předpokládaného způsobu života), že například již zmiňovaní pštrosí dinosauři byli schopni vysoké rychlosti udržovat po delší dobu, zatímco velcí theropodi (jako například Tyrannosaurus) dokázali vyšší rychlost vyvinout jen krátkodobě při útoku na kořist. Někteří současní krokodýli jsou schopni krátkodobě vyvinout na souši rychlost až 35 km/h, ačkoliv obvykle se pohybují rychlostí poloviční. Na základě fosilních nálezů ale tyto domněnky o krátkodobosti nebo dlouhodobosti rychlého pohybu dinosaurů nelze s jistotou potvrdit.
O anatomii dinosaurů se dozvídáme jen nepřímo, z výzkumu jejich koster a otisků měkkých tkání. Obrovské byly například vnitřní tělesné orgány obřích sauropodů. Podle odhadů vážilo například jen srdce brachiosaurida rodu Giraffatitan asi 200 kilogramů, zatímco jeho žaludek mohl být těžký až 2500 kilogramů. Srdce pracovalo tempem asi 14 až 17 úderů za minutu a dinosaurus se nadechl přibližně 3,5krát za minutu. V jeho těle bylo podle odhadů také asi 3000 litrů krve, tedy asi 600krát více než u dospělého člověka.
Některé vědecké studie se zabývají také zajímavými a obtížně interpretovatelnými tématy, jako je odolnost různých druhů dinosaurů vůči bolesti, reakce na ni a chování spojené s předcházením zranění či s reakcemi na utržené zranění (v rámci jedinců i společenstvev, například dinosauřích hnízdních kolonií, stád apod.). Diskutovanou otázkou je také zvuk, který dinosauři vydávali. Rekonstrukce hlasu dinosaurů byla provedena například u kachnozobého dinosaura rodu Parasaurolophus (kde se na vyluzování zvuku podílel výrazný lebeční hřeben) a teropoda rodu Tyrannosaurus (ovšem pouze hypotetická).
Termofyziologii a metabolickou termoregulaci u druhohorních dinosaurů zjišťují vědci i s pomocí geochemického rozboru fosilizovaných vaječných skořápek.
O rychlém metabolismu a výkonné respiraci druhohorních dinosaurů svědčí také schopnost velmi rychlého běhu přinejmenším u některých skupin (menší teropodi a ornitopodi, mláďata a subadultní exempláře velkých teropodů). Svědčí o ní například také dochované ichnofosilie (zkamenělé otisky stop), které umožňují vypočítat přibližnou rychlost pohybu. U dvou sérií fosilních stop z Polska a Utahu v USA byla vypočítána rychlost běhu jejich původců až na 50 km/h.
Výzkum založený na rozboru biomarkerů oxidačního stresu ve stehenních kostech dinosaurů a dalších obratlovců ukazuje, že teplokrevní (endotermní) byli patrně všichni plazopánví dinosauři, zatímco mezi ptakopánvými nalezneme převážně potenciálně „studenokrevné“ druhy nebo zástupce s jinými fyziologickými adaptacemi.

### Ekologie dinosaurů

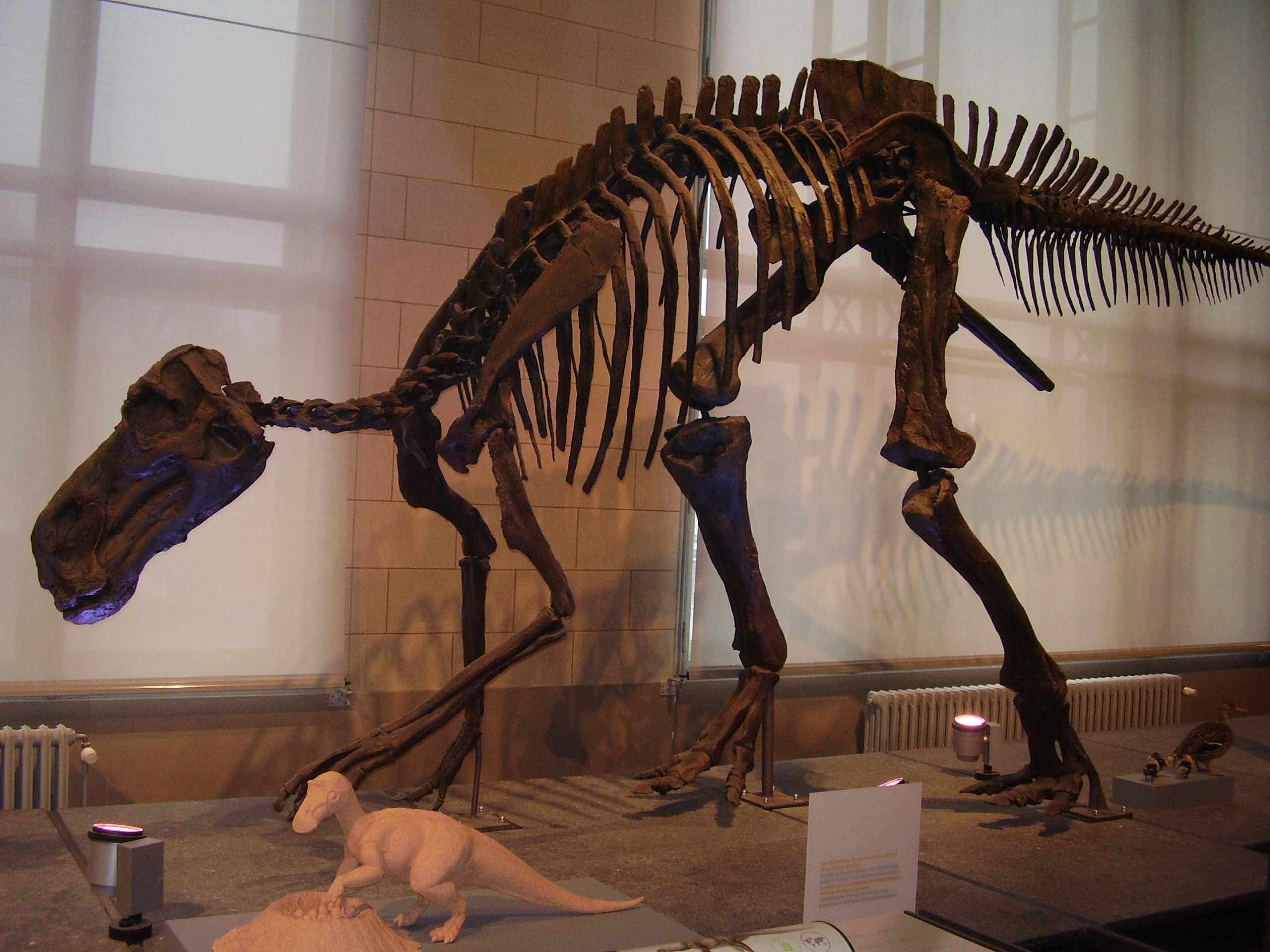
Kostra kachnozobého dinosaura rodu Maiasaura, u něhož byla prokázána péče o potomstvo a složité hnízdní chování.

Převážná většina druhohorních dinosaurů obývala pouze suchozemské ekosystémy, mající charakter pralesů, záplavových nížin a říčních delt, výjimečně snad i polopouští a náhorních plošin (o těch se nám však nedochovalo mnoho informací vzhledem k malé pravděpodobnosti dochování zkamenělin). Někteří dinosauři byli adaptovaní na život v dlouhodobém suchu, jiní zase v polární zimě (jak ukazují objevy z Antarktidy, jihu Austrálie nebo Aljašky). Některé opeřené druhy se dokázaly pohybovat klouzavým letem mezi stromy (například čínský Microraptor), jiné formy zase byly uzpůsobeny částečnému nebo i dlouhodobému životu ve vodě (například teropodi spinosauridi nebo rody Halszkaraptor a Koreaceratops).
Zajímavé adaptace pro hrabavý způsob života byly objeveny u několika druhů dinosaurů, zejména u malého ornitopoda druhu Oryctodromeus cubicularis z americké Montany. Tento malý býložravec, žijící v době před 95 miliony let, zřejmě aktivně vyhrabával podzemní nory. Podobné útvary byly objeveny například také v Austrálii. Dosud ale nevíme, kolik druhů dinosaurů a z jakých taxonomických skupin podobnou schopnost vykazovalo. Adaptace pro „norování“ byly prokázány také u dalšího severoamerického rodu Thescelosaurus.
U býložravých dinosaurů se evoluční úprava čelistního aparátu pro mechanické zpracování potravy rozdělila do dvou základních linií – u jedné vznikl kousací aparát podobný tomu, který známe u savců, a ve druhém případě tomu, který více odpovídá dnešním ptákům (a čelistem přeměněným v zobák).
Jaké pachy dinosauři vydávali, je stále velkou otázkou. Pravděpodobně se některé druhy mohly dorozumívat pachy, produkovanými pachovými žlázami v kůži. O tomto aspektu dinosauří biologie však nemáme žádné pevné fosilní doklady.
Dinosauři žili ve světě mírně odlišném od našeho – čím starší období bereme v potaz, tím více odlišná byla tehdejší fauna i flóra. Ke konci křídové periody již vegetace připomínala současnou mnohem více, než v období triasu o 150 milionů let dříve. Také délka dní se tehdy lišila od současných. Například v období svrchní křídy (asi před 75 miliony let) byla délka dne o půl hodiny kratší než dnes (činila asi 23,5 hodiny), protože Země se tehdy ještě o trochu rychleji otáčela kolem své osy. Dinosauří rok měl tedy více (konkrétně 372) dní, oproti dnešním 365,25 dne. V této době byl rovněž Měsíc zemi o 2000 kilometrů blíže než je tomu v současnosti (na začátku druhohor byl měsíc o dalších cca 5000 kilometrů blíže). To ovlivňovalo i výši slapovými silami vyvolaných přílivů, které při větší blízkosti měsíce dosahovaly vyšší úrovně.
Ukazuje se také, že někteří velcí draví dinosauři mohli lovit ve smečkách a zvětšovat tak své šance na úspěch. Příkladem může být tyranosauridní teropod druhu Teratophoneus curriei, známý z geologického souvrství Kaiparowits.
Výjimečně jsou objeveny také fosilie dokazující, že i dinosauři se stávali potravou jiných živočichů ve svém okolí. Takovým objevem je například v Číně nalezený raně křídový savec Repenomamus (s mládětem psitakosaura v břišní dutině) nebo podobný objev krokodýlovitého plaza rodu Confractosuchus z počátku pozdní křídy Austrálie (s fosiliemi mláděte ornitopoda v někdejším žaludku).
V některých případech se dochová značné množství souvisejících fosilních otisků stop dinosaurů na velké ploše – tyto lokality jsou nazývány „mega tracksite“ (obří lokalita se stopami) a byly již objeveny například v USA, Bolívii, Číně, Austrálii i jinde. Otázka jejich vzniku a způsobu uchování je stále předmětem vědeckých debat.

## Historie výzkumu

### Předvědecké období

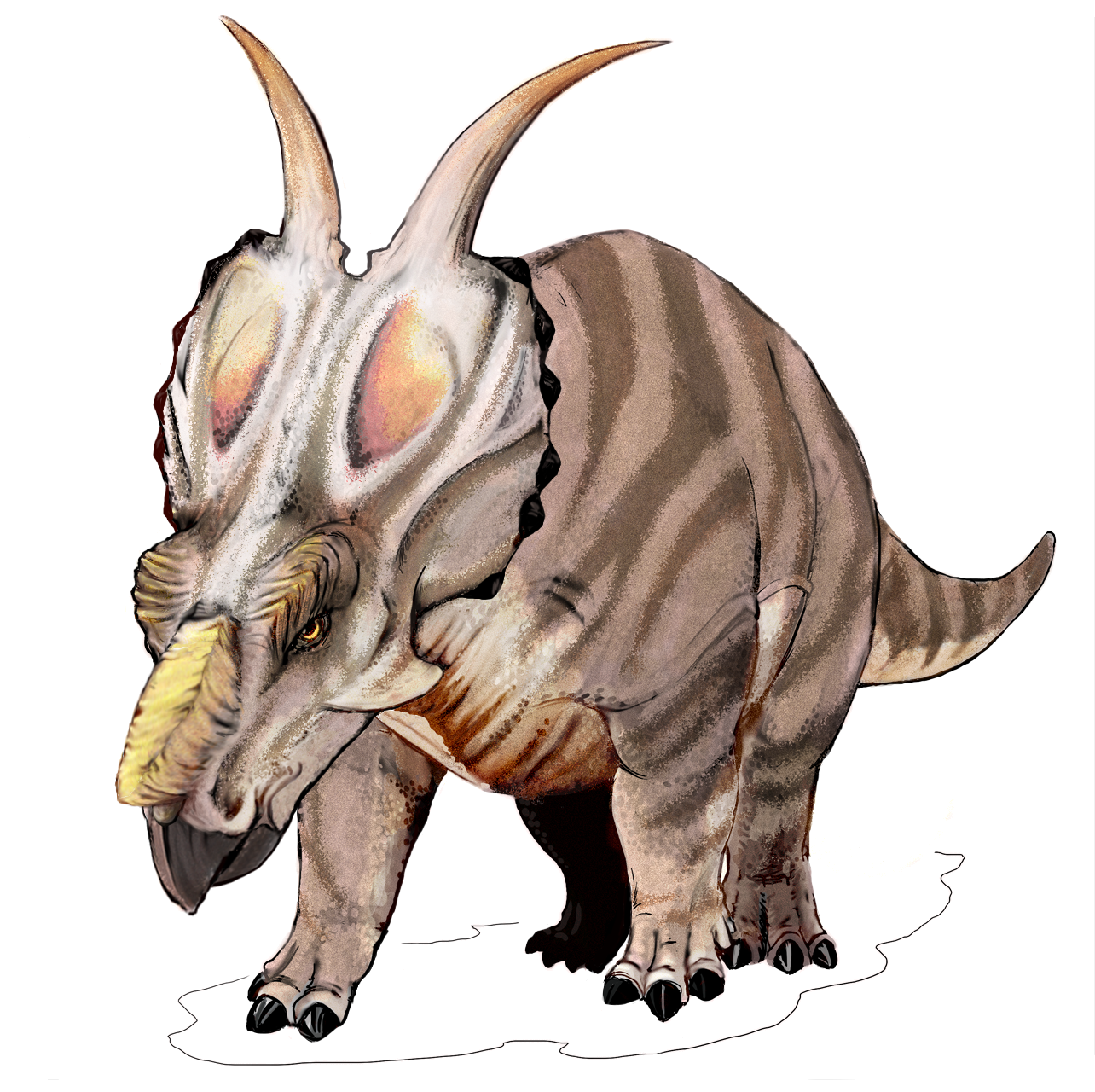
Rohatý dinosaurus rodu Achelousaurus

Zkameněliny dinosaurů v podobě fosilních skořápek vajec byly v Mongolsku možná využívány k výrobě náhrdelníků již ke konci období paleolitu. Podle objevů v lokalitě Šabarak-usu („Planoucí útesy“) se jeví jako pravděpodobné, že fosilní úlomky skořápek vajec oviraptorů (nebo příbuzných taxonů) používali již kolem roku 8000 př. n. l. neolitičtí obyvatelé pouště Gobi, kteří je opracovávali a navrtávali do podoby „korálků“ pro nošení na náhrdelnících a jiných přívěscích. Fosilní kosti dinosaurů již prokazatelně znali také staří Číňané kolem roku 300 n. l., kdy máme první písemný záznam o jejich objevení. Lze však předpokládat, že je místní obyvatelé znali již před mnoha tisíciletími, ačkoliv o jejich pravé podstatě neměli ještě správnou představu. Považovali je proto často za zkamenělé květy nebo otisky stop různých bájných tvorů. Významným příkladem je „Lotosová pevnost“, 200 metrů dlouhý vertikální zářez do pískovcové skály, obsahující fosilní otisky stop dinosaurů z období rané křídy (ichnorod Caririchnium). Stopy ptakopánvých dinosaurů připomínají květy lotosu, což dalo této lokalitě její název i pověst magického místa s kouzelnou mocí. Lokalita je přitom trvale osídlena minimálně od poloviny 13. století a sloužila původně jako pevnost s posádkou, chránící tuto část Číny před vpády mongolských kmenů.
V některých oblastech Číny byly (a dosud jsou) tyto fosilie tak četné, že je místní mudrci a lékaři roztloukali na prach a používali údajně jako prostředek na mužskou potenci. V roce 2007 bylo navíc zjištěno, že mnozí venkované takto používají fosilie dinosaurů i v současnosti. Představa o množství zničených cenných pozůstatků pravěku je potom téměř děsivá. Zkameněliny dinosaurů byly na mnoha místech světa známé již v předvědeckém období, obvykle ale byly považovány za pozůstatky legendárních králů, božstev, obrů nebo draků. Mnohé domnělé pozůstatky „draků“ byly spíše fosiliemi velkých pleistocenních savců než zkamenělinami druhohorních dinosaurů.
Podobná božstva, založená na objevech dinosauřích zkamenělin, však uctívali například také Tibeťané a Skytové. Staří Číňané věřili, že velké kosti patřily drakům a dali jim jméno konglong („hrozný drak“). Také původní obyvatelé Severní Ameriky se již před mnoha stovkami (a možná tisíci) let setkávali s fosilními kostmi velkých vymřelých zvířat, včetně kostí dinosaurů (především na severozápadě USA a na západě Kanady). V Evropě byly velké kosti dinosaurů (ale i mamutů, jeskynních medvědů apod.) považovány za pozůstatky zvířat žijících před biblickou potopou. V Portugalsku byly od 13. století stopy sauropodního dinosaura na útesech mysu Cabo Espichel považovány za stopy oslíka, který vezl na hřbetě panenku Marii s malým Ježíšem. Dinosauří stopy byly nicméně dlouhodobě známé a dokonce i nábožensky uctívané již před staletími. To dokládá také příklad z polských Svatokřížských hor, kde byly vedle stop raně jurských dinosaurů (ichnodruh Moyenisauropus karaszevskii) tesány do kamene petroglyfy, které možná měly zobrazovat domnělou podobu jejich původce (a mohly být také místem jakýchsi magických okultních rituálů). Podle některých dobových pramenů (např. tzv. Pseudo-Arostotelés) mohli fosilní dinosauří stopy (označované za stopy mytického Hérakla) znát také obyvatelé území jižní Itálie v dobách klasické antiky již před více než dvěma tisíciletími.
Fosilie dinosaurů byly vědomě či nevědomě využívány také jako stavební materiál a můžeme je dnes vzácně nalézt například ve zdech různých prehistorických i historických budov. První kvalitní písemná zmínka o dinosauří fosílii však pochází až z raně novověké Anglie a datuje se k roku 1676 (jiný údaj hovoří o roku 1677), jde však zatím jen o zobrazení bez odborného popisu (autorem byl tehdejší ředitel Ashmolean museum Robert Plot a jednalo se o část stehenní kosti teropoda megalosaura). V roce 1763 popsal tuto fosilii anglický přírodovědec Richard Brookes jako Scrotum humanum („šourek lidský“), a to na základě její povrchní podobnosti s mužskými varlaty.
Prvním vědeckým názvem, přisouzeným fosilii dinosaura, byl taxon Rutellum excavatum, který použil Plotův nástupce ve funkci ředitele muzea, Edward Lhuyd roku 1699 k popisu zubu sauropoda cetiosaura (o skutečném zvířeti však neměl správnou představu). Již kolem roku 1778 zkoumal dinosauří fosilie francouzský učenec a kněz Charles Bacheley. Pravou povahu jejich fosilií ještě nerozpoznal, ale domníval se již, že se mohlo jednat o dnes již nežijící živočichy.

### Vědecké období

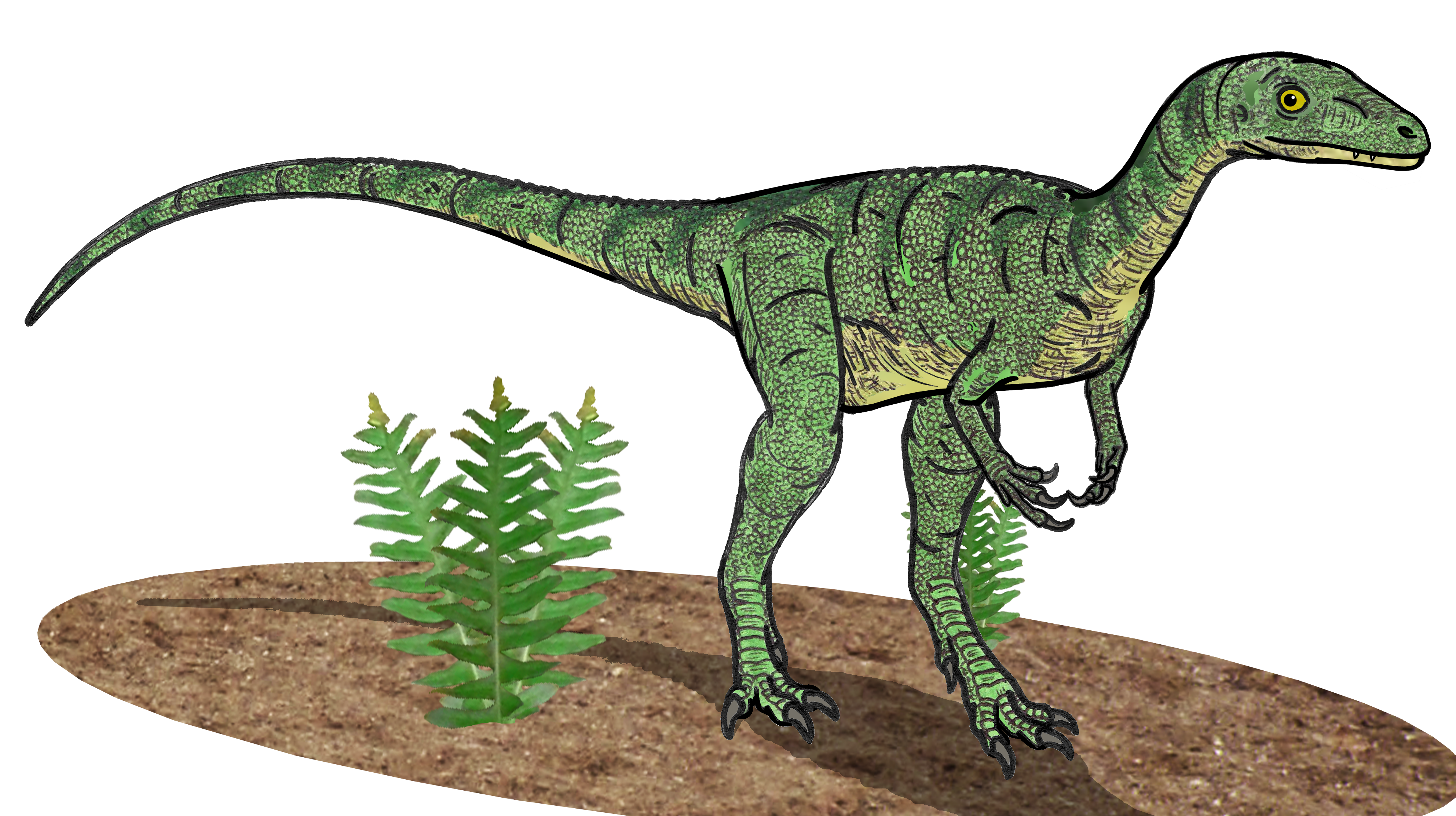
Eoraptor lunensis

Prvním opravdu vědecky popsaným dinosaurem byl tak opět Megalosaurus, popsaný roku 1824, avšak o dinosaury propukl zájem teprve po objevu jiného dinosaura, ornitopoda iguanodona. V květnu roku 1822 nalezl doktor a nadšený paleontolog amatér, Gideon Mantell, v oblasti Tilgate Forest v jihoanglickém hrabství Sussex kus pískovce se zkamenělým zubem. Zub jej nadchl a tak pátral po dalších pozůstatcích záhadného živočicha. Měl štěstí a objevil další fosílie patřící stejnému druhu. Doktor Mantell dospěl k závěru, že se jednalo o obrovitého plaza a co víc, z tvaru a opotřebování zubů usoudil, že to byl býložravec (býložravý plaz – to byla pro tehdejší biology věc nepředstavitelná).
Nález doktora Mantella nebyl přijat vědci z Geologické společnosti v Londýně. Tvrdili, že se jedná o zub ryby, případně savce z diluvia. Byl dokonce varován profesorem oxfordské univerzity, Williamem Bucklandem, aby netvrdil, že nálezy pocházejí z pískovcových lomů oblasti Tilgate Forest, protože „v žádném případě nemohou být tak staré“.
Sám Buckland popsal v roce 1824 z fosilních pozůstatků jež měl k dispozici (část čelisti, pánve, lopatky zadní nohy a několik obratlů) megalosaura (použil pouze rodové jméno). Popsal jej jako obrovitého dravého ještěra, přestože si všiml, že zuby jsou, podobně jako u krokodýlů, zasazeny v jamkách. Megalosaurus byl bez problémů akceptován vědeckou veřejností (a stal se prvním formálně popsaným dinosaurem).
Ale Gideon Mantell svůj boj nevzdával. Vydal se do Londýna, aby nalezené zuby porovnal se zuby v muzejních sbírkách plazů. Nenalezl ovšem nic podobného tomu, co měl v ruce. Shodou náhod se v muzeu potkal se Samuelem Stutchburym, který se zabýval studiem leguánů. Fosilní zub byl nápadně podobný zubům leguána. To byl pro Mantella konečný impuls a tak roku 1825 popsal býložravého plaza pod jménem Iguanodon („leguání zub“). Tentokrát se mu už dostalo patřičného uznání. V roce 1826 byly mimochodem fosilie dinosaurů objeveny poprvé ve Francii. Do roku 1852 (kdy umírá G. Mantell) bylo známo již devět druhů dinosaurů, kteří se výrazně odlišovali od současných plazů. Proto Sir Richard Owen, první ředitel Britského muzea přírodních věd, navrhl, aby byli zařazeni do samostatné skupiny nazvané Dinosauria („strašný ještěr“). Sám Mantell již zkoumal i stavbu fosilních kostí (konkrétně u vývojově primitivního stegosaura rodu Regnosaurus) a stal se tak jedním ze zakladatelů vědního oboru paleohistologie.
Vědecké jméno Dinosauria bylo poprvé publikováno Richardem Owenem v dubnu roku 1842, když v Londýně vydal svoji druhou odbornou zprávu o „britských fosilních plazech“. Ústně toto jméno zmínil již při jedné ze svých přednášek o rok dříve, ale oficiálně platí právě až od doby písemné publikace. Výzkum britského historika vědy Hugha Torrense z roku 1992 totiž ukázal, že Owen vymyslel jméno Dinosauria až krátce před publikováním své zprávy v dubnu 1842 (v přednášce z předchozího roku ještě toto jméno nepoužil).
Dinosauři se jako skupina dostávají do obecného povědomí laické veřejnosti až po slavných objevech na území Severní Ameriky, především v době tzv. války o kosti, odehrávající se v poslední třetině 19. století. Velkou obrodou prošel pohled na dinosaury v období tzv. Dinosauří renesance, malé vědecké revoluce na přelomu 60. a 70. let 20. století. V roce 1960 byly na mrazivých Špicberkách objeveny první fosilní otisky stop ornitopodních dinosaurů staré kolem 125 milionů let (raná křída), další pak byly odkryty v 70. letech 20. století a na začátku 21. století. Tyto objevy se významně podílely na změně pohledu na dinosaury v poslední třetině 20. století. Ve 21. století jsou již fosilie dinosaurů známé prakticky ze všech kontinentů světa, například i ze zaledněné Antarktidy (například Ostrov Jamese Rosse).

### Moderní doba
Zhruba od poloviny 20. století se rozvíjí jako nový obor paleohistologie, která umožnila nový a přesnější výzkum dinosaurů. V posledních desetiletích dochází k výraznému rozkvětu a zintenzivnění ve výzkumu dinosaurů, a to jak vlivem využívání nových technologií a postupů výzkumu, tak i objevováním nových paleontologických lokalit nebo třeba zapojením většího množství výzkumných kapacit.
V současnosti probíhá tzv. Zlatá éra dinosauří paleontologie, kdy jsou objevovány desítky nových druhů dinosaurů každým rokem a informací o této pravěké skupině živočichů takřka raketovým tempem přibývá. Například jen za rok 2019 bylo popsáno rovných 50 nových druhů druhohorních dinosaurů (z toho 49 nových rodů), tedy zhruba jeden nový druh každý týden. Nepřímo dochází i k výzkumu velmi delikátních prvků v dinosauří biologii, jako je například přibližná rekonstrukce jejich původního genomu.
Výrazně se zpřesnilo také pochopení průběhu vymírání na konci křídy, kterému dinosauři (s výjimkou ptáků) a mnozí jejich současníci padli za oběť.

## Klasifikace

### Počet dinosaurů

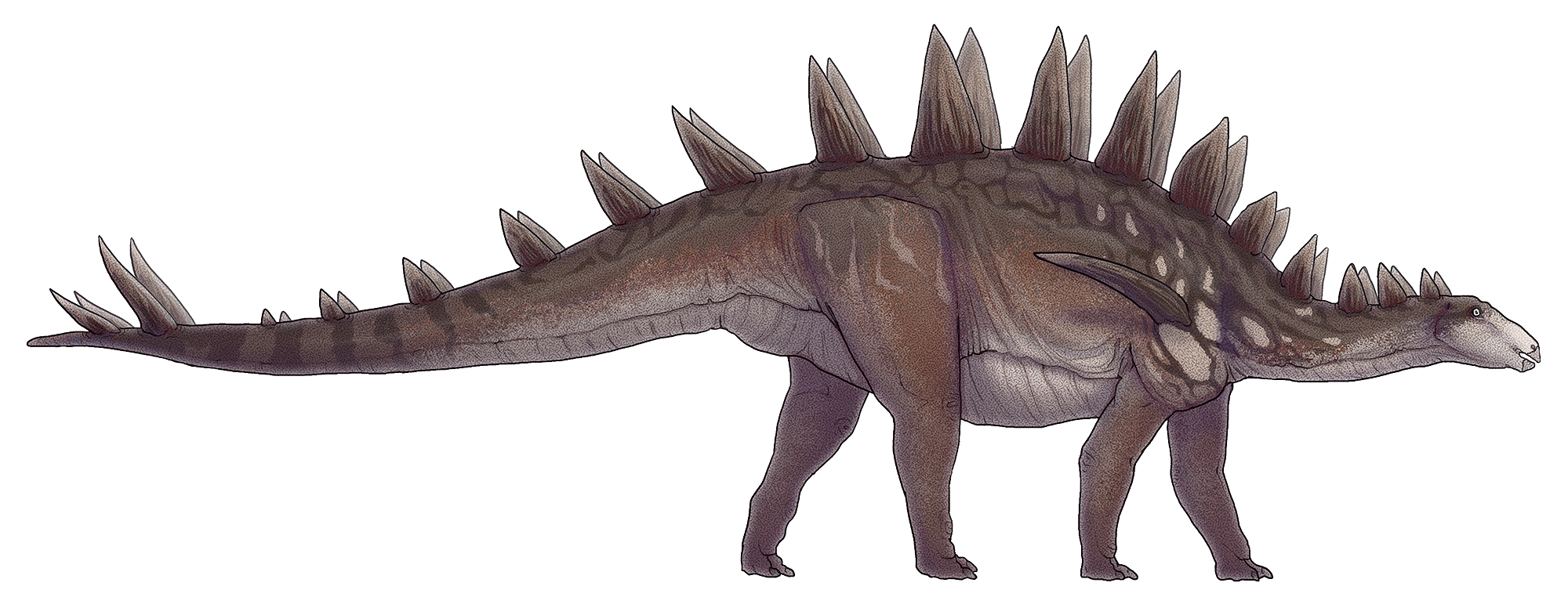
Nejvíce dinosauřích druhů dnes známe z území Číny. Jedním z více než tří set dosud popsaných čínských dinosaurů je také stegosaur Tuojiangosaurus multispinus.

Dinosauři jsou často označování jako pravěcí (vele)ještěři, ale ve skutečnosti mají k ještěrům vývojově i fyziologicky daleko. Dinosauři byli mnohem vyspělejší skupinou živočichů, než jsou zástupci kladu Lepidosauria. Není jisté, kolik v průběhu druhohor existovalo dinosauřích druhů, ale pravděpodobně se mohlo jednat řádově o miliony až desítky milionů. Například k roku 2010 bylo známo již přes 700 platných rodů (a kolem 1 500 druhů) dinosaurů, přičemž bylo jisté, že zdaleka nejde o konečná čísla. K polovině roku 2023 již bylo známo kolem 1480 vědecky platných druhů druhohorních „neptačích“ dinosaurů, z toho více než polovina z území pouhých tří států (Číny, USA a Argentiny). K polovině roku 2024 už bylo formálně popsáno více než 1500 druhů mezozoických dinosaurů, z toho asi 328 druhů z Číny, 298 z USA a 170 z Argentiny.
Většina odhadů skutečného počtu dinosaurů se v současnosti pohybuje kolem 2 000 až 20 000 druhů. V roce 2006 byla však publikována studie, podle které známe dnes 527 platných rodů a celkem jich existovalo asi 1 844. Tento odhad je však velmi pochybný (nemluvě o zarážející „přesnosti“). Podle odhadů většiny odborníků totiž rozhodně neznáme více než pětinu všech kdysi existujících rodů. Zajímavé jsou počty Američana George Olshevského, který uvádí až 220 000 druhů (nikoli rodů). Olshevsky vychází z toho, že každých 4,5 milionu let se v průměru vymění jedna megafauna s počtem 6 000 druhů. Během 165 milionů let by se tedy vystřídalo celkem asi 220 000 druhů (165 000 000 / 4 500 000 = 37 * 6 000 = 220 000). Jde však jen o spekulace, které se nijak nedají dokázat. Společně s ptáky (kteří patří mezi dinosaury do podřádu Theropoda) roste celkový počet známých rodů na zhruba 10 000 (z toho 9 600 tvoří dnešní ptáci). Další statisíce rodů by pak tvořili fosilní ptáci. Novější studie z roku 2016 uvádí, že celkem mohlo v průběhu druhohor existovat asi 1500–2500 druhů neptačích dinosaurů. K červenci roku 2019 jich je známo přibližně 1350. Ukazuje se však, že odhady dinosauří biodiverzity významně snižuje výběrovost objevů, kdy z určitých období a regionů nemáme dostatečně kompletní fosilní záznam. Odhady druhové rozmanitosti dinosaurů však může silně ovlivňovat nejistota ohledně tvarové variace jednotlivých částí kostry. Mnohé domněle odlišné rody a druhy totiž mohou ve skutečnosti představovat jen odlišně disponované (morfologicky variabilní) jedince stejného druhu či rodu.
Dinosauři byli rozšíření prakticky na všech kontinentech druhohorní éry. Jejich fosilie dnes známe z oblastí Špicberk, Antarktidy nebo i Tibetu.
Podle údajů skotského paleontologa Michaela Bentona bylo k září 2008 popsáno již 1 047 druhů dinosaurů, pouze asi 500 z nich je však považováno za platné (validní) taxony.
Rozvoji dinosaurů napomohlo to, že přečkali hromadné vymírání na konci triasu před 201 miliony lety, kdy vymřeli hlavní konkurenti dinosaurů v triasu – „krurotarsánští archosauři“ (archosauři skupiny Crurotarsi).
Podle analýzy z roku 2015 z dosavadních nálezů za posledních 200 let nelze přesněji určit celkový počet druhů dinosaurů, který kdy žil.
Ve 21. století je objevováno nejvíce nových druhů dinosaurů v historii. Zhruba za prvních 20 let tohoto století (2000–2019) bylo objeveno více než 63 % všech známých druhů dinosaurů (674 z 1067), ačkoliv k roku 2019 od doby prvního formálního popisu dinosaura (Megalosaurus, 1824) uplynulo již 195 let. Za desetiletí 2010 až 2019 to bylo k červenci 2019 celkem 404 druhů, což představuje téměř 38 % z celkového počtu všech dosud objevených druhů druhohorních dinosaurů.

### Státy a kontinenty s nejvíce dinosauřími fosiliemi
Celkový počet známých platných druhů dinosaurů činí k červenci 2020 zhruba 1380 až 1390 (v závislosti na vědecké platnosti několika sporných taxonů). Státem s nejvíce platnými dinosauřími druhy je Čína s 308 druhy (22,37 %), dále Spojené státy americké s 280 druhy (20,33 %) a na třetím místě Argentina se 147 druhy (10,68 %). Následuje Mongolsko s 94 druhy (6,83 %) a Spojené království s 84 druhy (6,10 %). Kanada má ze svého území popsáno 79 druhů (5,74 %). Další v pořadí je Brazílie s 31 druhy (2,25 %), Jihoafrická republika s 29 druhy (2,11 %) a Indie se Španělskem s 27 druhy (1,96 %). Francie má 26 druhů, což odpovídá 1,89 %.
V rámci kontinentů dominuje Asie s 500 druhy (36,3 %), následuje Severní Amerika s 362 druhy (26,3 %) a dále Evropa s 207 druhy (15,2 %). Jižní Amerika má druhů 185 (13,1 %), Afrika 96 (7,0 %), Austrálie 23 (1,7 %) a Antarktida zatím 6 (0,4 %). V poměru ke své rozloze však má nejvyšší hustotu objevů Evropa, kde tento průměr činí 1 druh na 49 197 km² (z jednotlivých států pak dominuje Velká Británie s 1 druhem na 2887 km²). Naopak v Rusku je to jen 1 druh na víc než 1,4 milionu km² a v Antarktidě dokonce 1 na 2,3 milionu km². V poměru mezi plazopánvými a ptakopánvými dinosaury převažují početně první jmenovaní 859 : 520, což odpovídá poměru 62,29 % ku 37,71 %. Nejvíce bylo popsáno teropodních dinosaurů (486 – 35,2 %), dále sauropodomorfů (373 – 27,0 %), ornitopodů (216 – 15,7 %), rohatých dinosaurů (114 – 8,3 %), ankylosaurů (95 – 6,9 %), stegosaurů (28 – 2,0 %), pachycefalosaurů (22 – 1,6 %) a heterodontosaurů (8 – 0,6 %). Zbylých 37 druhů nelze přesně taxonomicky zařadit, většinou se však jedná o vývojově pokročilé ptakopánvé dinosaury.
Již v červnu roku 2019 bylo z Číny popsáno rovných 300 platně popsaných druhů dinosaurů a zůstává tak nejbohatší zemí, co se fosilních objevů této skupiny týká.

### Systém

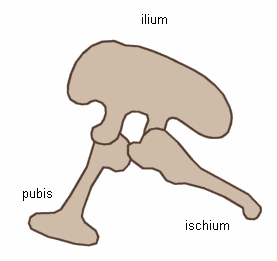
Plazopánví

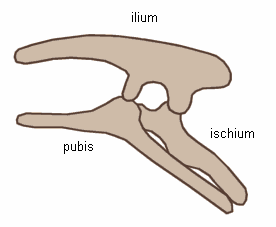
Ptakopánví

Dinosauři patří do kladů Dinosauromorpha, Dinosauriformes a Dracohors. Nadřád dinosauři (Dinosauria Owen, 1842) jsou zřejmě přirozenou monofyletickou skupinou, sdílející společného předka a tradičně se dělí na dva morfologicky dobře vymezené řády – Saurischia (= plazopánví; Seeley, 1887) a Ornithischia (= ptakopánví; Seeley, 1888). Do těchto dvou řádů jsou dinosauři řazeni na základě stavby pánve.
Řád Saurischia zahrnuje dva podřády – Theropoda, mezi které patří všichni masožraví dinosauři; a Sauropodomorpha, mezi které patří sauropodi (Sauropoda), největší suchozemští živočichové všech dob.
Řád Ornithischia zahrnuje dva podřády – Thyreophora, mezi které patří všichni obrnění dinosauři a Cerapoda, mezi které patří heterodontosauriformové, jejichž vývoj kulminoval pestrou faunou svrchní křídy a ornitopodi, kteří zahrnovali veleúspěšné hadrosauroidy a iguanodontidy.
V současnosti jsou však vyřešení dinosauří klasifikace a otázky jejich původu a vývoje velmi obtížné – je nezbytné objevit další významné fosilie z kritických období a upravit také některé dosavadní metody výzkumu.
V roce 2017 publikovala trojice paleontologů nový pohled na systematiku dinosaurů, ze kterého by vyplývalo, že tradiční dělení je zcela nesprávné a ve skutečnosti jsou teropodi blíže příbuzní ptakopánvým dinosaurům, zatímco mezi plazopánvé by již byli řazeni pouze sauropodomorfové a herrerasauridi. Podle novější systematiky, která však není plně uznávána, jsou dinosauři děleni takto:
Dinosauria – dinosauři
- Ornithoscelida – ornitoscelidi
  - Theropoda – teropodi
  - Ornithischia – ptakopánví
- Saurischia – plazopánví (v upravené podobě)
  - Sauropodomorpha – sauropodomorfové
  - Herrerasauridae – hererasauridi

Jde o převratné změny, které se do povědomí dostavají jen zvolna, je jim ale přizpůsoben i níže uvedený systém známých taxonů dinosaurů.
(Znamení kříže (†) je použito u taxonů, jejichž jedinci už zcela vymřeli.)

### ŘádSaurischia[220]

#### †PodřádSauropodomorpha
- †Saturnalia
- †Čeleď Plateosauridae
- †Infrařád Sauropoda
- †(nedefinováno) Vulcanodontidae
  - †(nedefinováno) Eusauropoda
    - †(nedefinováno) Turiasauria
    - †(nedefinováno) Neosauropoda
      - †Nadčeleď Diplodocoidea
        - †(nedefinováno) Flagellicaudata
          - †Čeleď Diplodocidae
          - †Čeleď Dicraeosauridae

      - †(nedefinováno) Macronaria
        - †(nedefinováno) Titanosauriformes
          - †Čeleď Brachiosauridae
          - †(nedefinováno) Somphospondyli
            - †(nedefinováno) Titanosauria
              - †(nedefinováno) Lithostrotia
                - †Čeleď Saltasauridae

### ŘádOrnithoscelida[zdroj⁠?!]

#### †PodřádOrnithischia
- ?†Pisanosaurus
- †Čeleď Heterodontosauridae
- †(nedefinováno) Genasauria
  - †Podřád Thyreophora
    - †Infrařád Stegosauria
      - †Čeleď Stegosauridae

    - †Infrařád Ankylosauria
      - †Čeleď Nodosauridae
        - †Podčeleď Nodosaurinae

      - †Čeleď Ankylosauridae
        - †Podčeleď Ankylosaurinae

†Podřád Cerapoda
- - †Čeleď Heterodontosauridae
  - †(nedefinováno) Marginocephalia
  - †Infrařád Pachycephalosauria
  - †Infrařád Ceratopsia
    - †Čeleď Psittacosauridae
    - †(nedefinováno) Neoceratopsia
      - †Čeleď Leptoceratopsidae
      - †Čeleď Bagaceratopidae
      - †(nedefinováno) Coronosauria
        - †Čeleď Protoceratopsidae
        - †Nadčeleď Ceratopsoidea
          - †Čeleď Ceratopsidae
            - †Podčeleď Centrosaurinae
            - †Podčeleď Ceratopsinae

    - †Infrařád Ornithopoda
      -         - †Čeleď Hypsilophodontidae (parafylycká)
        - †Čeleď Rhabdodontidae
        - †(nedefinováno) Iguanodontia
          - †(nedefinováno) Dryomorpha
            - †Čeleď Dryosauridae
            - †(nedefinováno) Ankylopollexia
              - †Čeleď Camptosauridae
              - †(nedefinováno) Hadrosauriformes
                - †Nadčeleď Hadrosauroidea
                  - †Čeleď Hadrosauridae

#### Podřád Theropoda
- ?†Eoraptor
- (nedefinováno) Eusaurischia
  - Podřád Theropoda
    - (nedefinováno) Neotheropoda
    - †Nadčeleď Coelophysoidea
    - (nedefinováno) Averostra
      - †Infrařád Ceratosauria
        - †Nadčeleď Abelisauroidea
          - †Čeleď Abelisauridae
            - †Podčeleď Carnotaurinae
            - †Čeleď Noasauridae

      - (nedefinováno) Tetanurae
        - rody Dilophosaurus a Cryolophosaurus
        - †Nadčeleď Megalosauroidea
          - †Čeleď Megalosauridae
            - †Podčeleď Megalosaurinae
            - †Podčeleď Eustreptospondylinae

          - †Čeleď Spinosauridae
            -               - †Podčeleď Spinosaurinae
              - †Podčeleď Baryonychinae

      - (nedefinováno) Avetheropoda
        - †Infrařád Carnosauria
          - †Nadčeleď Allosauroidea
            - †Čeleď Allosauridae
            - †Čeleď Sinraptoridae
            - †Čeleď Carcharodontosauridae
              - †Podčeleď Carcharodontosaurinae
              - †Tribus Giganotosaurini

        - Infrařád Coelurosauria
          - †CompsognathidaeLebka a část kostry druhu Tyrannosaurus rex
          - †Nadčeleď Tyrannosauroidea
            - †Čeleď Tyrannosauridae
              - †Podčeleď Albertosaurinae
              - †Podčeleď Tyrannosaurinae

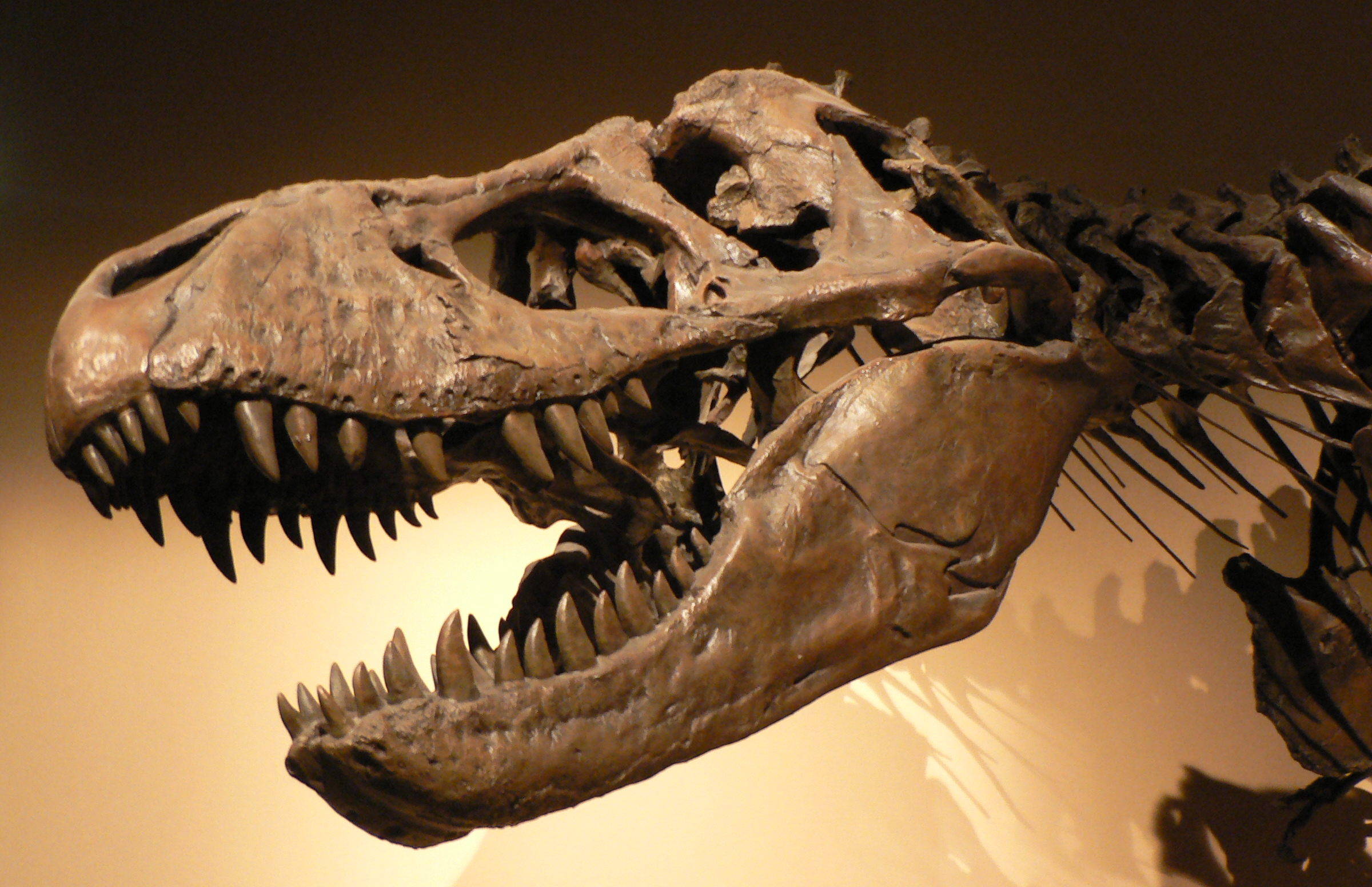
Lebka a část kostry druhu Tyrannosaurus rex

          - †(nedefinováno) Ornithomimosauria
            - †Čeleď Ornithomimidae

          - (nedefinováno) Maniraptora
          - †(nedefinováno) Oviraptorosauria
            - †Nadčeleď Caenagnathoidea
              - †Čeleď Caenagnathidae
              - †Čeleď Oviraptoridae
                -                   - †Podčeleď Oviraptorinae
                  - †Podčeleď Ingeniinae

          - (nedefinováno) Therizinosauria
            - †Nadčeleď Therizinosauroidea
              - †Čeleď Therizinosauridae

            - (nedefinováno) Eumaniraptora (Paraves)
              - (nedefinováno) Deinonychosauria
                - †Čeleď Troodontidae
                - †Čeleď Dromaeosauridae
                  - †(nedefinováno) Microraptoria
                  - †Podčeleď Dromaeosaurinae
                  - †Podčeleď Velociraptorinae

                - klad Avialae (např. ptáci)

## Paleontologie

### Unikátní objevy
Mezi unikátní objevy dinosaurů patří především tzv. „dinosauří mumie“, tedy fosilizované pozůstatky neptačích dinosaurů se zachovanými otisky měkkých tkání. Mezi nejproslulejší patří tzv. opeření dinosauři z Číny nebo kachnozobí dinosauři „Leonardo“ (Brachylophosaurus) a „Dakota“ (Edmontosaurus), u nichž se dochovala i část kůže, svaloviny, vaziva, vnitřních orgánů apod. Ukazuje se, že k zachování podobných struktur přispívá velké množství různých faktorů a biologických i geologických procesů. Možnost dochování původního organického materiálu v dinosauřích fosilních kostech je však dosud zpochybňována (s poukazem na to, že předchozí výsledky mohly být zkresleny objevem recentních organických molekul, náležejících mikrobiomu v kostech). Jednou z cest pro zachování měkkých tkání ve fosilním stavu by přitom mohla být přeměna proteinů do polymerů v oxidativních prostředích. Mnohé případy domnělých „měkkých tkání“ dinosaurů však mohou být způsobeny přítomností mikrobiálního filmu, tedy bakteriální mikroflóry ve fosiliích.
V průběhu historie bylo objeveno také množství lokalit s hromadnými nálezy koster dinosaurů. Může se jednat o pohřebiště, vzniklá vinou přírodní živelné katastrofy, nebo o náhodná nahromadění koster například v říčních deltách. Podobné objevy pocházejí například z USA, Kanady, Belgie, Švýcarska, Číny i mnoha jiných zemí.
Zajímavé jsou také objevy fosilních otisků stop dinosaurů, které již známe z velké části světa. Některé rozsáhlé lokality mohou vytvářet přerušovaný obří systém tzv. mega-tracksites, jako tomu je například v jihoamerické Bolívii, kde má podobná multi-lokalita rozlohu přes 100 000 km2.
V mnoha případech byly objeveny také stopy infekcí a kosterních patologií, včetně kostních nádorů. Například u jedince rohatého dinosaura rodu Centrosaurus z kanadské Alberty byla v roce 2020 odhalena poprvé také zhoubná forma choroby v podobě tumoru osteosarkomu. Objeveny byly také stopy po zánětu kostní dřeně, tedy osteomyelitidě u druhohorních dinosaurů (a to například u obřího jedince tyranosaura „Sue“).

### České nálezy

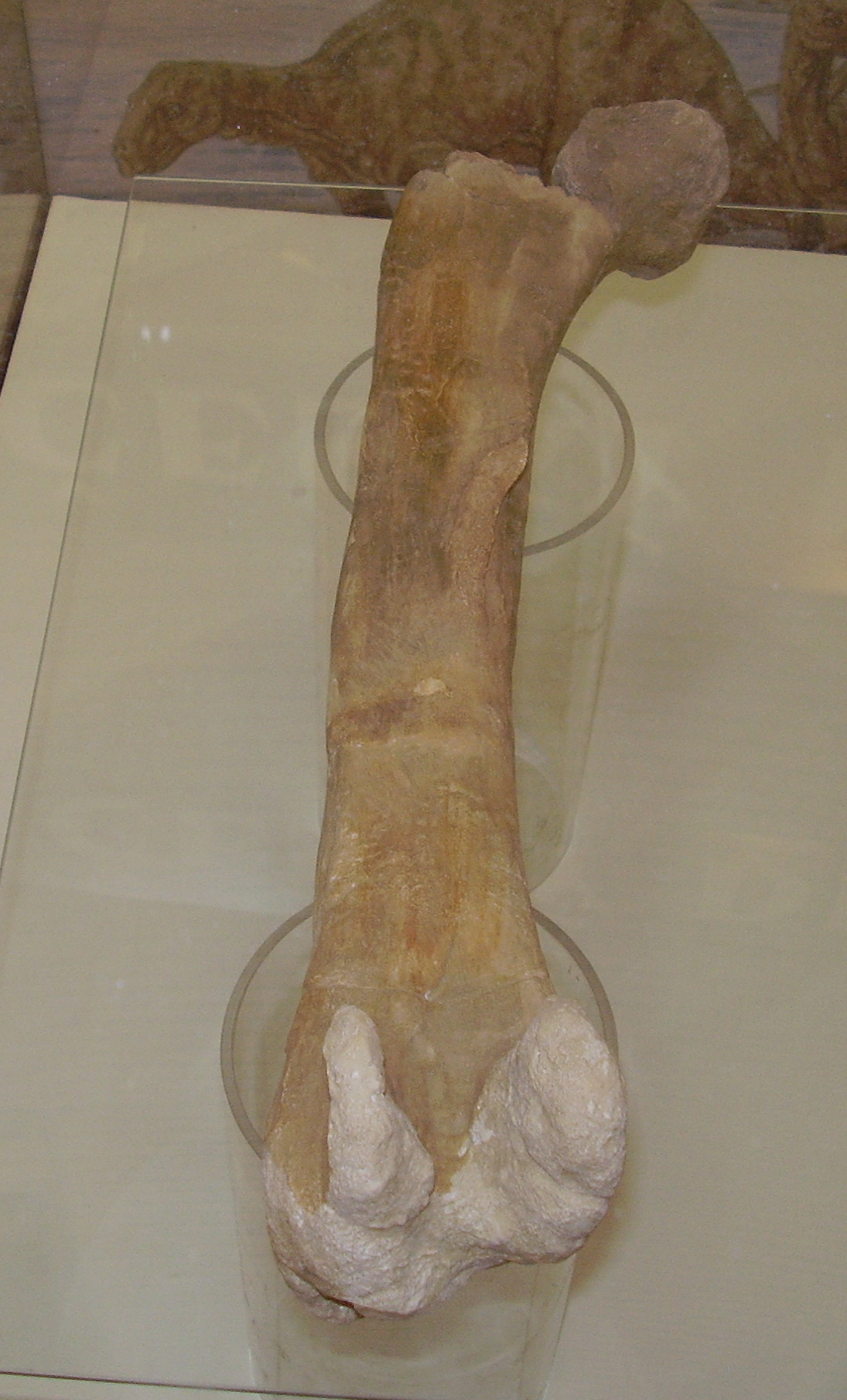
První kost českého dinosaura (Burianosaurus augustai), objevená v roce 2003 u Kutné Hory

Dinosauři byli běžnou součástí druhohorních ekosystémů také na území Evropy. První fosilie přisuzované dinosaurům byly na našem území objeveny již koncem 19. století a popsáni profesorem Antonínem Fričem. Vesměs se však jedná o pozůstatky jiných tvorů nebo nelze přesně jejich původ rozlišit.
V roce 2003 byl objeven vůbec první nepochybný český dinosaurus známý podle kosterních pozůstatků na Kutnohorsku (předtím byla u nás objevena pouze fosilní tříprstá stopa malého dravého dinosaura z lomu „U Devíti Křížů“ nedaleko Červeného Kostelce). V roce 2006 byly na stejném místě objeveny další kosti, pravděpodobně články prstů nohy tohoto ornitopodního dinosaura pravděpodobně příbuzného rodu Rhabdodon. Během roku 2007 bylo oznámeno, že se údajně našly další otisky stop malého teropoda, patřící pravděpodobně stejnému druhu jako ta předchozí. V roce 2011 přibyl další objev, stopy ptakopánvého dinosaura ze stejného lomu (pískovcová deska v Pražské botanické zahradě). V roce 2007 se na internetu objevila recesistická zpráva o objevu velkého teropodního dinosaura jménem Torvosaurus orliciensis v Orlických horách (nedaleko obce Kounov). V roce 2016 pak přibyl další fiktivní rod, ceratopsid Hlukyceratops kounoviensis.
V roce 2014 popsal Daniel Madzia fosilní zub ze sbírek PřF MU v Brně jako první zub teropdního dinosaura, známého z našeho území (tzv. Moravská tetanura). Tento asi 5 metrů dlouhý dravý dinosaurus žil v období pozdní jury (asi před 160 miliony let) na území dnešní Jižní Moravy (lokalita Švédské šance nedaleko Brna). V září 2017 publikoval paleontolog Daniel Madzia s kolegy vědeckou studii, ve které stanovil prvního českého dinosaura s oficiálním vědeckým jménem – Burianosaurus augustai (dříve známého jako „ornitopod od Kutné Hory“).

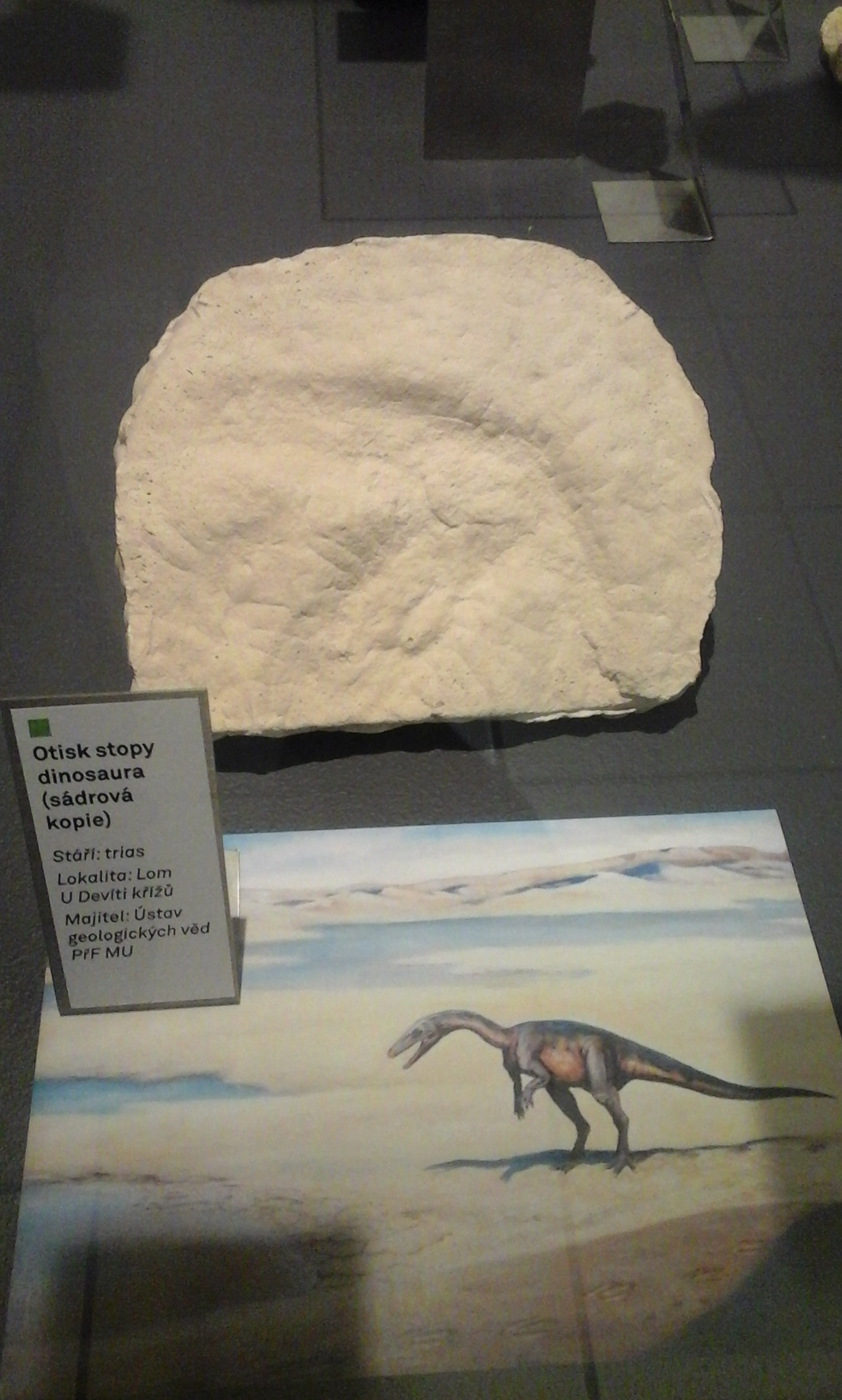
Replika otisku tříprsté stopy českého dinosaura (či dinosauromorfa) od Červeného Kostelce. Byla objevena na pískovcové desce a má stáří kolem 215 milionů let (pozdní trias). Délka stopy činí 14 centimetrů.

### Vyhynutí
Podle některých výzkumů začali dinosauři postupně vymírat již v období geologického věku kampán, asi 10 milionů let před koncem druhohor. Tyto výzkumy však nezohledňují nové objevy dinosauřích fosilií z nejpozdnější křídy na mnoha místech světa.
Otázka masového vymírání na konci druhohor je téma, ke kterému se vědci často vracejí. Teorií na téma, proč dinosauři vymřeli, je celá řada. Některé jsou podpořeny plnohodnotnými důkazy, jiné jsou spíše úsměvné a zakládají se na pouhých spekulacích nebo vyložených nesmyslech. K takovým může patřit myšlenka, že za vyhynutí dinosaurů je odpovědná nějaká zvláštní nemoc, téměř pandemie, která vyhubila veliké množství tehdejší fauny. Vědci však zatím nemají žádné důkazy, že by se v minulosti něco takového přihodilo. Byly sice nalezeny pozůstatky nemocných jedinců, kteří na svoji nemoc pravděpodobně zemřeli, avšak často se doba úmrtí neshoduje s dobou vyhynutí zbylých druhů.
Další, ne příliš populární ani uznávanou teorií (či opět raději spekulací), je ta o „samozničení“ či „přešlechtění”: Tvrdí, že během dlouhých miliónů let evoluce se dinosauři vyvinuli do takových tvarů, až nebyli schopni dál přežít. Jenže to nijak neodpovídá přírodnímu výběru, dle něhož přežije ten nejsilnější, nejlépe přizpůsobený. Vědci, kteří zastávali/zastávají tuto teorii, poukazují, jakožto důkaz, na skupiny pachycefalosaurů, ankylosaurů, ceratopsidů a jiných, bizarně vyhlížejících živočichů z konce křídového období.
Tato teorie se nezdá být příliš pravděpodobná už jen proto, že dinosauři nebyli jedinými tvory, kteří tehdy vymizeli (ptakoještěři, mořští plazi, …), a kteří zdaleka nemuseli vypadat až tak bizarně. Ba naopak je jasné, že tyto „bizarnosti“ byly veledůležitým aspektem pohlavního výběru, což dokazuje skutečnost, že během vývoje docházelo ke zvětšování a vývoji těchto „ozdob“, a nikoli ke ztrátě, popřípadě redukci. Ve stejné době navíc vyhynula i většina dosud rostoucích druhů cykasů. Objevují se také jiné hypotézy, například i taková, že za vyhynutí dinosaurů může nedostatek vitamínu D u dinosauřích embryí. Podobné myšlenky jsou ale velmi nepravděpodobné.
Paleontolog Robert T. Bakker se domnívá, že hlavní příčinou vyhynutí dinosaurů byly pandemie nemocí, které se mezi dinosauřími populacemi rozšířily spolu s tím, jak se na konci křídy vytvořily pevninské mosty mezi východní Asií a Severní Amerikou. Bakker sice uznává i realitu dopadu velkého asteroidu, nevidí v něm však hlavní příčinu vymírání na konci křídy. Tato hypotéza však nevysvětluje vyhynutí mnoha jiných skupin organismů.
Snad nejvíc uznávanou a rozšířenou teorií je ta o katastrofě způsobené dopadem vesmírného tělesa na Zemi. Tato teorie vznikla v osmdesátých letech dvacátého století, kdy dva američtí vědci, a Walter Alvarez a jeho otec Luis Walter Alvarez, poukázali na neobvykle vysoké množství iridia nacházejícího se v sedimentech z rozhraní K-Pg. Podle jejich teorie dopadl na Zemi zhruba před 65 mil. let (některé údaje však hovoří spíše o 66 milionech let) gigantický asteroid o průměru přesahujícím 10 km. Tato teorie měla však jeden drobný „nedostatek“. Pokud by na Zemi spadl asteroid (a způsobil takovou katastrofu), někde by přece musel být nějaký kráter nebo alespoň pozůstatky po něm. Důkaz přišel v devadesátých letech. U mexického poloostrova Yucatán objevili geologové pozůstatky po obrovském kráteru (Chicxulub) o průměru až 200 km, který odpovídal i přibližným geologickým stářím. Další výzkumy ukazují, že globální podnebí se po dopadu drasticky ochladilo, což mohlo k vyhynutí dinosaurů významně přispět.

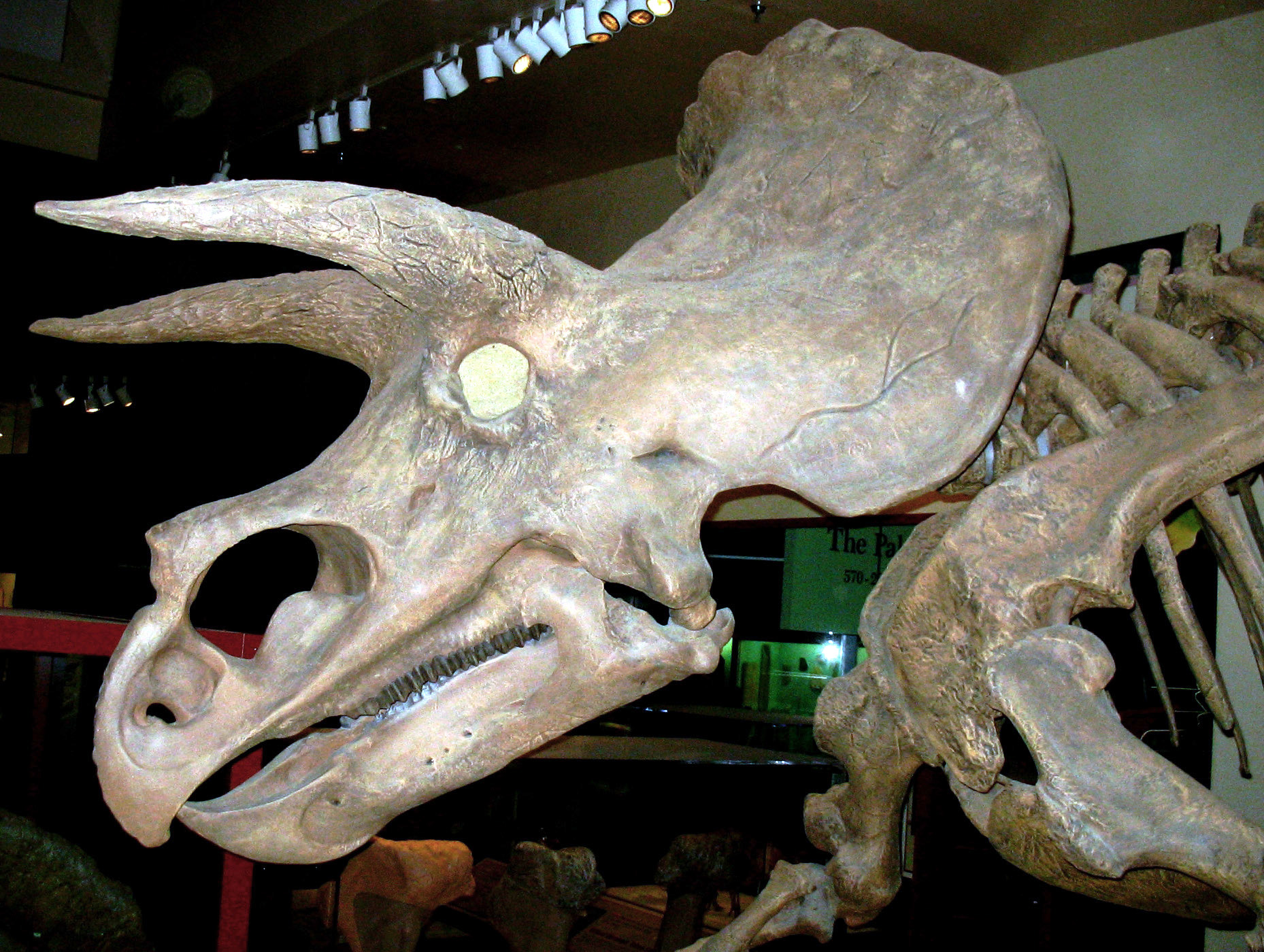
Lebka triceratopse, jednoho z posledních neptačích dinosaurů.

Hlavní příčinou katastrofy byla zřejmě kombinace událostí, které proběhly v relativně krátkém, a jak se zdá, geologicky velice aktivním časovém úseku. Příčin bylo hned několik a šlo o složitější komplex jevů. Dominantní roli měl však pravděpodobně dopad planetky Chicxulub. Hlavním mechanismem vymírání mohlo být drastické ochlazení trvající roky až desetiletí po dopadu, kdy se průměrná teplota na planetě snížila ze zhruba 25 °C na mrazivých −35 °C. Ukazuje se, že dinosauři rozhodně nebyli na ústupu a nevymírali již dlouho před touto událostí. Dříve se přitom objevovaly domněnky, že dinosauři jako skupina byli na ústupu již relativně dlouho před hranicí K-Pg.
Některé odborné práce postulují možnost, že neptačí dinosauři mohli přežít až desítky nebo i stovky tisíc let do paleogénu (obecně však nejsou přijímané). V roce 2008 byla publikována studie, zpřesňující dosavadní odhady doby vymření dinosaurů (katastrofu K-Pg). Vylepšená datovací metoda argon-argon s odchylkou pouhých 0,25 % určila dobu předělu druhohor a třetihor na 65 950 000 let (± 40 000 let). Ještě novější údaje z roku 2013 a 2014 hovoří o 66,04 až 66,23 milionu let.
Občas se také objevují vědecky nepodložené spekulace o možném dalším vývoji dinosaurů. Podle některých vědců by se někteří teropodní dinosauři změnili v inteligentní bytosti, tvořící kulturu a vlastní civilizaci – tzv. dinosauroidy. Pro tyto spekulace je podkladem relativně velká inteligence dinosaurů čeledí dromaeosauridae a troodontidae, z nichž by se (nebýt oné katastrofy) mohl v dalším vývoji takový dinosauroid vyvinout. Jedná se ale o pouhé nepodložené spekulace.

### Otázka třetihorních dinosaurů
Již dlouho vědci spekulují o možném přežití dinosaurů do paleocénu (nejstaršího období třetihor). Podle studie z roku 2007 (Fassett et al.) pak skutečně neptačí dinosauři kritickou hranici K-Pg přežili. Alespoň na území dnešního Nového Mexika a Colorada v USA, kde se jejich zkameněliny pravděpodobně nacházely ještě před 64,4 miliony let (a přežili tak minimálně 1,1 milionu let po skončení druhohor). Podle jiných paleontologů však tyto údaje nejsou pravdivé a jedná se o křídové fosílie druhotně uložené již v třetihorním období. Přežití alespoň některých neptačích dinosaurů do paleocénu po dobu alespoň několika set tisíc let je nicméně velmi pravděpodobné. Nálezy z Montany, které měly tomuto scénáři nasvědčovat, ale dnes nejsou obecně uznávány.
Dlouho se předpokládalo, že žádní dinosauři nedokázali hrabat nory a dlouhodobě je obývat, což bylo pokládáno za jedno z vysvětlení jejich vyhynutí (zachránit se měli jen savci a plazi schopní „norování“). V roce 2007 však byl objeven malý dinosaurus druhu Oryctodromeus cubicularis, který prokazatelně dokázal hrabat nory. Takových druhů dinosaurů zřejmě i na konci křídy mohlo být více, takže možnost jejich přežití do starších třetihor se tak alespoň v teoretické rovině zvýšila. Podobné objevy přicházejí také z Austrálie, pravděpodobně jde o dílo jiných malých ornitopodů. Na druhou stranu, dinosauři vlastně zcela nevymřeli. Jedna skupina teropodů, ptáci, žijí na Zemi dodnes.
Další nesmyslnou teorií je, že dinosauři přežili až dodnes jako takoví. Tuto teorii zdánlivě podporují určitá svědectví o údajných pozorováních podobných tvorů z Afriky a Jižní Ameriky. Tato teorie není mezi vědci příliš oblíbená a jedná se o spekulaci bez nezvratných důkazů, spadající spíše do oboru kryptozoologie. Existují nicméně podložené spekulace o tom, jak by se dinosauři mohli vyvíjet dál, kdyby na konci křídy nevyhynuli.

## Odraz vkultuře

### Dinosauři vklasické literatuře

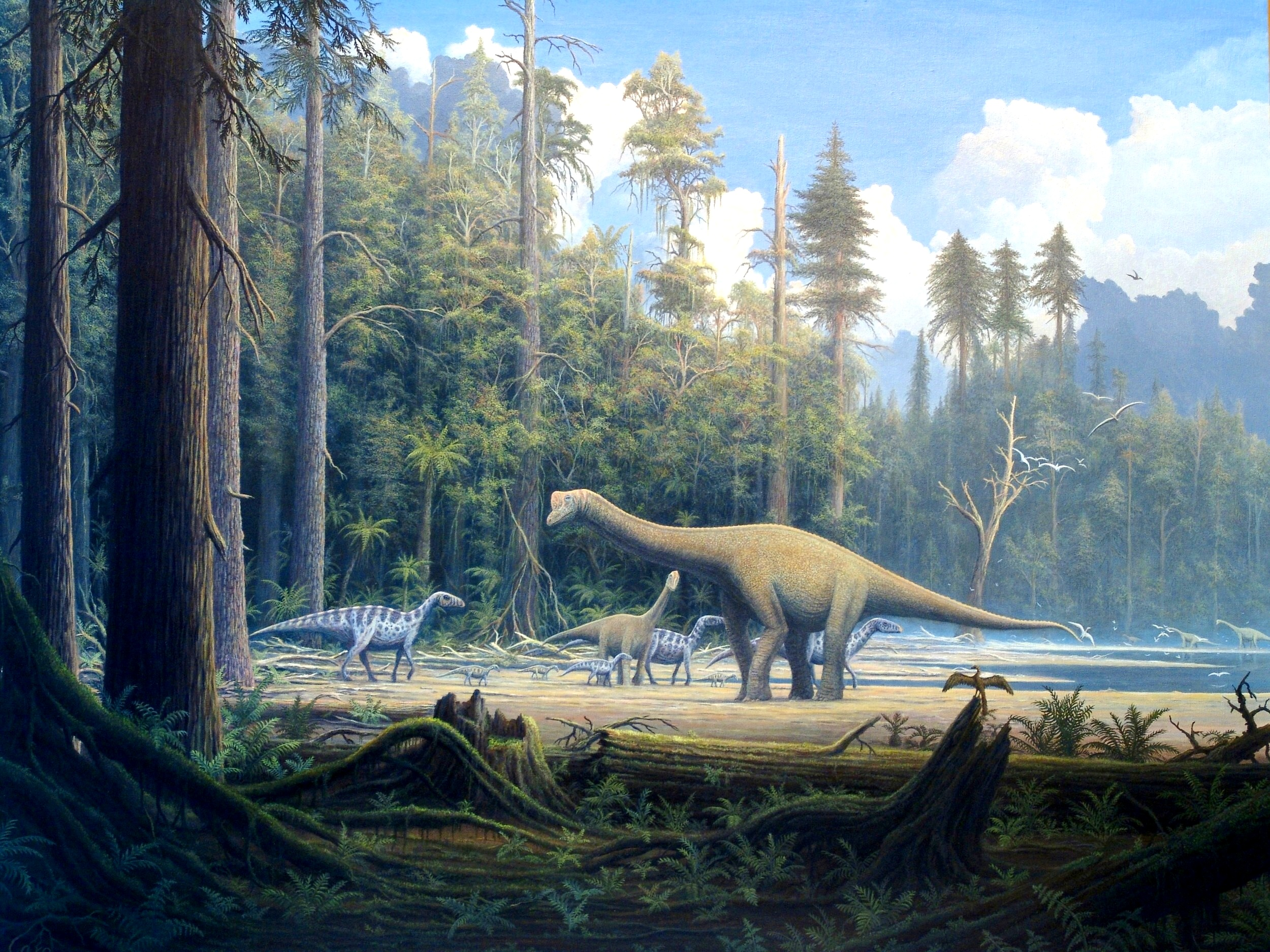
Scéna ze svrchní jury severního Německa, v popředí „trpasličí“ sauropod Europasaurus.

První zmínka o dinosaurech v klasické literatuře se týká nikoliv překvapivě teropoda megalosaura. Tento dravý dinosaurus se již v roce 1852 objevil jako element pro dokreslení temné a nepříznivé atmosféry v díle britského spisovatele Charlese Dickense Ponurý dům (v orig. Bleak House, 1852–1853). Dinosauři bývají často zobrazováni také v souvislosti s vesmírem a astronomií. V první polovině 20. století se například objevily dnes již zcela vyvrácené hypotézy o možné existenci dinosaurů na (do té doby povrchově nezmapované) sousední planetě Venuši. Je také dobře známé, že dinosauří fosilie sehrály významnou úlohu v mytologii a legendách různých národů dlouho před vznikem vědecké paleontologie.

### Dinosauři vpopulární kultuře
Dinosauři jsou předmětem zájmu a obliby značného množství lidí. Nejvíce jimi bývají fascinovány děti, u mnohých z nich se dinosauři stanou na delší dobu intenzivním zájem. Psychologové dokonce popisují cosi jako „dinosauří období“, jakožto vývojovou fázi psychiky mnoha dětí zhruba mezi 2. a 6. rokem věku. První vzedmutí popularity dinosaurů nastalo zřejmě v 50. letech 19. století, kdy byly v Seydenhamu nedaleko Londýna umístěny velmi nepřesné, ale impozantní betonové modely dinosaurů v životní velikosti. Obecný pohled na dinosaury (i na jejich vzezření a ekologii) je stále u většiny populace poněkud zastaralý a nerespektuje nové vědecké poznatky o nich. Setkáváme se tak s nesprávnými údaji v hračkářstvích, filmech, starších nebo dětských knihách, nebo běžných diskuzích (kdy jsou například s dinosaury zaměňováni jiní pravěcí obratlovci jako ptakoještěři, mosasauři, pelykosauři, plesiosauři atd.).
Největší posun ve vnímání dinosaurů nastal v 70. letech 20. století, kdy začíná období tzv. dinosauří renesance. Dinosauři se prakticky od počátku dějin kinematografie na počátku 20. století stali její nedílnou součástí a jsou jí stále. Pochopitelný je také komerční potenciál dinosaurů, ať již v podobě prodeje skutečných fosilií (často na černém trhu) nebo například prodej replik koster velkých dinosaurů. Zajímavá je také historie zobrazování dinosaurů („paleoart“), jejíž tradice sahá až do první třetiny 19. století a v níž se udál velmi výrazný posun zejména v posledních desetiletích. Po dlouhou dobu byli dinosauři zobrazováni jako strach nahánějící monstra z legend a mýtů, ve skutečnosti však byl jejich vzhled a chování mnohem podobnější skutečným tvorům ze současnosti (jako jsou velcí ptáci a plazi, případně i savci).
Ankety ukazují, že i přes výraznou stopu této skupiny vyhynulých tvorů v populární kultuře je celková obeznámenost veřejnosti s ní poměrně špatná. Například bezmála polovina americké dospělé veřejnosti se k roku 2021 stále domnívá, že klasičtí dinosauři (nepočítaje ptáky) stále existují v odlehlých koutech naší planety nebo že dinosauři jako skupina vyhynuli před méně než 10 000 lety.
Patrně nejznámějším a nejpopulárnějším druhem dinosaura a snad i pravěkého živočicha vůbec je obří teropod Tyrannosaurus rex, formálně popsaný roku 1905. V průběhu 20. století se stal natrvalo součástí populární kultury a objevil se v mnoha filmech, na nesčetných malbách a ilustracích, jeho kosterní repliky a modely se objevily ve stovkách muzeí. Největší model dinosaura, rovněž tyranosaura, stojí od podzimu roku 2000 v kanadském Drumhelleru. Jedná se o zpodobnění slavného teropoda v nadživotní velikosti, s výškou 26 metrů a hmotností téměř 66 tun.
V průběhu doby se ustavily jisté trendy v zobrazování dinosaurů, z nichž některé jsou nesprávné a zavádějící. Příkladem může být zobrazování druhu Tyrannosaurus rex v zastaralé a nesprávné vertikalizované pozici. I proto je vhodné tematiku dinosaurů popularizovat a dlouhodobé omyly uvádět na pravou míru. Mezi známé popularizátory tematiky dinosaurů v České republice patřil dlouhodobě například Jaroslav Mareš (1937–2021) nebo aktuálně Vladimír Socha.
Vědecká jména některých dinosaurů jsou velmi obtížná na vyslovení (zejména v případě, že jsou vytvořena z místních názvosloví domorodých kmenů), což jim ale na druhou stranu dodává jistou atraktivitu.
V současnosti jsou například animované komiksy, dokumenty, a knihy o dinosaurech často vypracovávány s dostatečnou dávkou erudice a kromě pobavení mohou také vzdělávat čtenáře z hlediska paleontologie (anatomie, fyziologie a ekologie dinosaurů).

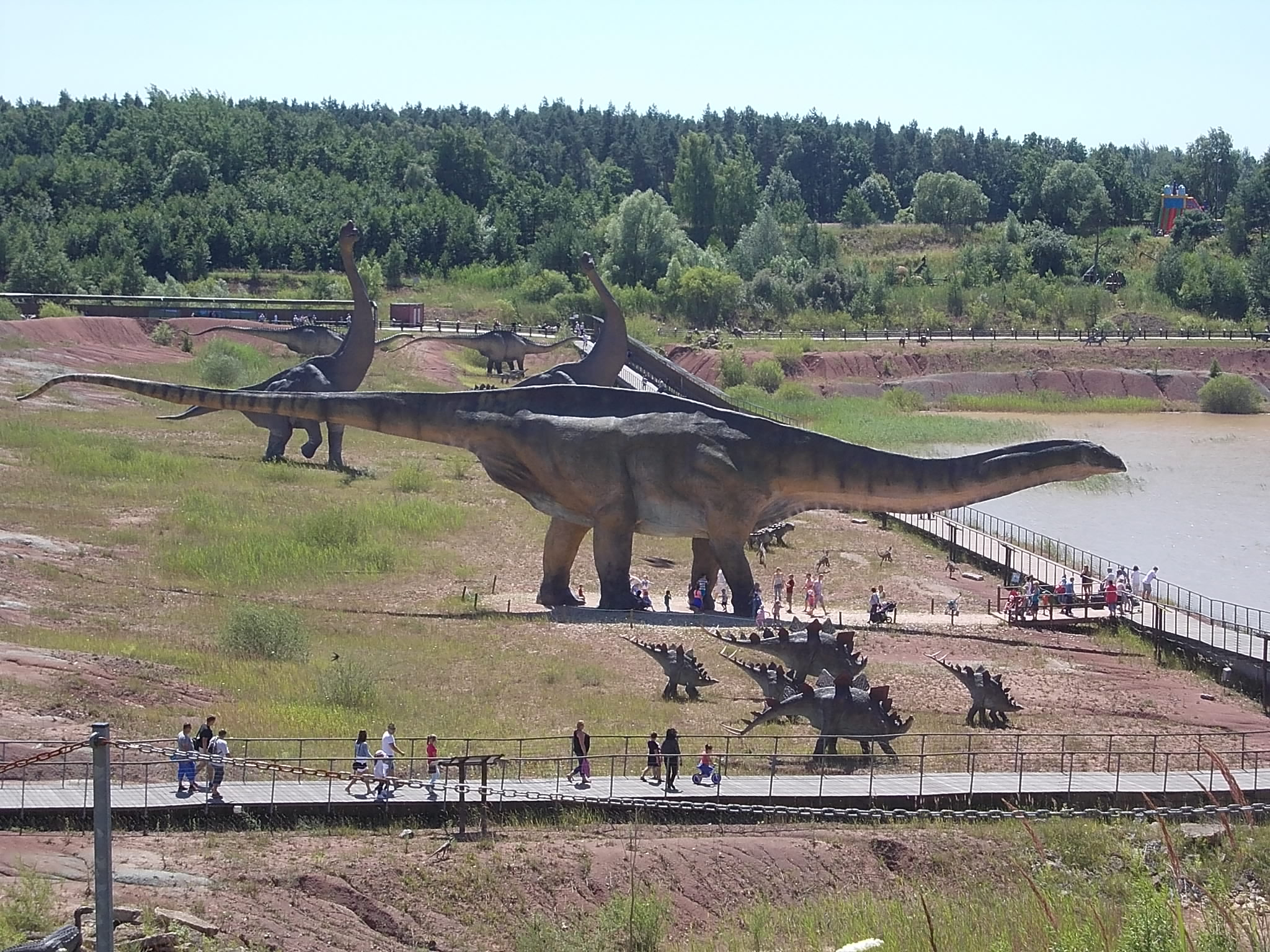
Pohled na modely dinosaurů v JuraParku Krasiejów. Podobné modely se v poslední době těší velké popularitě.

### Klonování a měkké tkáně dinosaurů
Klonovat dinosaury, jak to bylo zobrazeno v Jurském parku věda zatím nedokáže, a zřejmě tomu tak bude i v budoucnu. V roce 2009 byl však zahájen projekt pod vedením amerického paleontologa Jacka Hornera, který si klade za cíl pozměnit genom současného kuřete. Tím by mělo být možné vytvořit živého kura s dosud zachovanými archaickými znaky dinosauřích předků (ocas, ozubené čelisti apod.). V současnosti jsou také některé fosílie podrobovány výzkumu a pátrání po původních proteinech, které již byly údajně skutečně izolovány. V současnosti se touto problematikou zabývá především americká biochemička Mary Higby Schweitzerová, spolupracující již od 90. let s Jackem Hornerem. O podobě genomu (jeho přibližné délce a struktuře) druhohorních dinosaurů již mají vědci díky porovnávání s genomem ptáků a krokodýlů určitou představu, což však neumožňuje jejich klonování. Slavným exemplářem dinosaura je v tomto směru jedinec druhu Tyrannosaurus rex se sbírkovým označením MOR 1125, u něhož byly patrně dochovány původní organické molekuly.
Některé novější výzkumy přicházejí se závěrem, že v dinosauřích zkamenělinách se původní proteiny nemohly dochovat (ale vyskytují se v nich kolonie recentních mikroorganismů či klamná stopa po biomolekulách) nebo naopak s tvrzením, že stopy původních organických molekul (a bílkovin, jako je kolagen) se skutečně mohou za určitých podmínek dochovat do současnosti. Některé novější objevy skutečně naznačují možnost dochování původních biomolekul (proteinů, chromozomů a DNA-markerů) ve fosiliích některých druhohorních dinosaurů. V tomto případě ve skvěle dochovaném fosilním exempláři chrupavčité tkáně mláděte kachnozobého dinosaura druhu Hypacrosaurus stebingeri. Zatím není zcela jisté, nakolik významné mohou být tyto objevy pro budoucí výzkum.
V červnu roku 2021 byla publikována odborná práce o objevu potenciálních proteinů ve zkamenělých skořápkách dinosauřích vajec z Mexika (lokalita El Rosario, stát Baja California).
Podle vědecké studie, publikované na konci roku 2021, mohla být i holá kůže dinosaurů (u teropodů na místech bez opeření) výrazně zbarvená, podobně jako u dnešních ptáků.
Odborná práce publikovaná v červnu roku 2022 ukázala, že malí rohatí dinosauři rodu Psittacosaurus měli na břiše rýhu po "pupeční šňůře", kterou byli vyživováni jako zárodky ve vajíčku. Jedná se o první doložený objev jakéhosi "pupíku" u dinosaurů.

### Inteligentní dinosauři
Hojně se již několik desetiletí spekuluje o tom, zda dinosauři mohli (v případě že by nevyhynuli na konci křídy) vytvořit civilizaci, v mnoha ohledech podobnou té lidské. Objevují se také modely hypotetických inteligentních dinosaurů – tzv. dinosauroidů. Nejslavnější je nejspíš zpodobnění od kanadského paleontologa Dalea Russella a výtvarníka Rona Séguina z roku 1982. Jedná se však pouze o fiktivní ztvárnění „dinosauřího humanoida“ bez jakéhokoliv vědeckého základu. Podobnou fikcí jsou také úvahy o tom, jak by vypadal svět sdílený dinosaury i lidmi a zda by například některé druhy „neptačích“ dinosaurů byly v současnosti domestikovatelné.
Zajímavou otázkou také je, zda inteligentní dinosauři dokázali již v druhohorním období používat jednoduché nástroje. Vzhledem k tomu, že tuto schopnost mají do určité míry někteří dnešní ptáci i krokodýli, nedá se tato varianta zcela vyloučit.

### Ptáci coby přežívající dinosauři

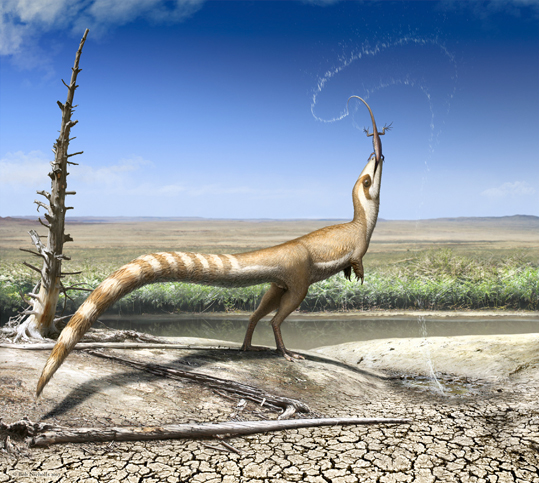
Výraznou anatomickou podobnost mezi ptáky a některými teropodními dinosaury ukazuje například čínský druh Sinosauropteryx prima.

Od konce 20. století je i širokou veřejností postupně akceptován vědecky potvrzený fakt, že ptáci jsou poslední přežívající skupinou teropodních dinosaurů (což ukázal již objev druhu Archaeopteryx lithographica v 60. letech 19. století, tehdy však ještě nebyl tento závěr obecně učiněn). Dnes víme, že první ptáci vznikli z dinosauřích předků v období jury (asi před 160 miliony let) a jako jediná (vysoce specializovaná) skupina maniraptorů přežili vymírání na konci křídy před 66 miliony let. V populární kultuře se tato myšlenka těší poměrně značné oblibě, ačkoliv ne všichni tradicionalisté z řad biologů, ornitologů nebo paleontologů jsou jí zcela nakloněni.

### Dinosauři jako komodita
Od konce 20. století se začíná šířit pašování fosilií a nelegální vývoz cenných fosilních exemplářů ze zemí jako je Mongolsko a Čína. Legálně jsou pak vydražovány také kvalitní a kompletní kostry dinosaurů, které vykopávají komerční sběratelé. Paleontologové na tyto praktiky nemají příliš pozitivní náhled, protože cenné exempláře dinosaurů i jiných pravěkých živočichů jsou pak obvykle pro vědu zcela ztraceny.
Některé dobře zachované objevy dinosauřích koster jsou vykopány komerčními sběrateli a následně prodávány či vydraženy za značné finanční částky. To je příklad dvou tyranosauřích exemplářů, jednoho s přezdívkou "Sue" (v roce 1997 za 8,4 milionu dolarů) a dalšího s přezdívkou "Stan" (v roce 2020 za rekordních 31,8 milionu dolarů).

#### Zahraniční tituly
- Holtz, T. R.: Dinosaurs: The Most Complete, Up-to-Date Encyclopedia for Dinosaur Lovers of All Ages, Random House, 2007
- Long, J. A.: Feathered Dinosaurs: The Origin of Birds, Oxford University Press, 2008
- Paul, G. S.: Predatory Dinosaurs of the World, Simon & Schuster, 1988
- Paul, G. S.: The Princeton Field Guide to Dinosaurs, Princeton University Press, 2010

#### České stránky
- Web DinosaurusBlog
- Web Pravěk.info
- Oficiální web DinoPark Czech Republic

#### Česká videa
- Přednáška o vyhynutí dinosaurů; Mgr. Vladimír Socha, Hvězdárna a planetárium Brno, 27. 10. 2016

#### Články
- Článek o předvědeckých objevech dinosaurů na webu Osel.cz (česky)
- Článek o dinosauří inteligenci (česky)
- Článek o rychlosti dinosauřího pohybu (česky)
- Článek o „klonování“ dinosaurů (česky)
- Článek o obecných dinosauřích rekordech (česky)
- Článek Nejčastěji kladené dotazy o dinosaurech (česky)
- Článek Vše o dinosaurech na webu DinosaurusBlog (česky)
- Článek Fakta o dinosaurech (česky)

#### Zahraniční stránky

##### V angličtině
- Mikko's Phylogeny Archive: Dinosauria – fylogeneze dinosaurů
- DinoData.org – databáze dinosaurů
- Dinosaur Mailing List
- Dinosauria On-Line
- Dinosaurs Dinosaur Facts.
- Dinosaur World – plakáty a ilustrace
- Web Thescelosaurus!
- Numerical study of dinosaur evolution – Supertree, zatím nejnovější ALi fylogenetický strom z roku 2008

##### V němčině
- Dinosaurier-interesse
- Dinosaurier.org
- Dinosaurier-Spuren Archivováno 13. 5. 2007 na Wayback Machine.
- Dinos in den Medien
- dinosaurier-web.de Archivováno 17. 8. 2013 na Wayback Machine.
- Jurassic Harz
- Dinosaurierpark Münchehagen Archivováno 10. 4. 2007 na Wayback Machine.
- Sauriermuseum Aathal bei Zürich

##### V polštině
- Dinozaury.com! – největší polská stránka o dinosaurech
- Polskie Forum Sympatyków Paleontologii